# 上智大学
上智大学（じょうちだいがく、英語: Sophia University、ラテン語: Universitas Sedis Sapientiae）は、東京都千代田区紀尾井町7番1号に本部を置く日本の私立大学。1913年創立、1928年大学設置。

## 概観

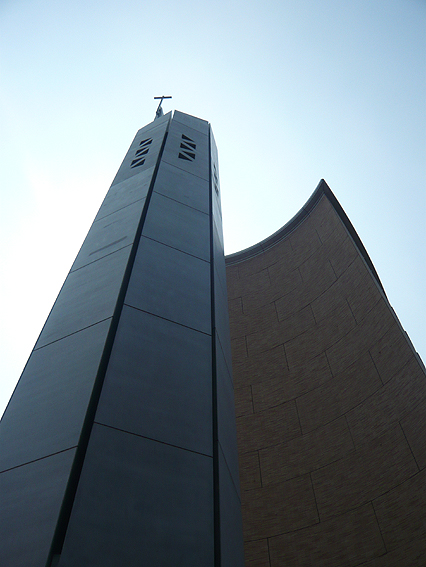
上智大学に隣接する聖イグナチオ教会鐘楼

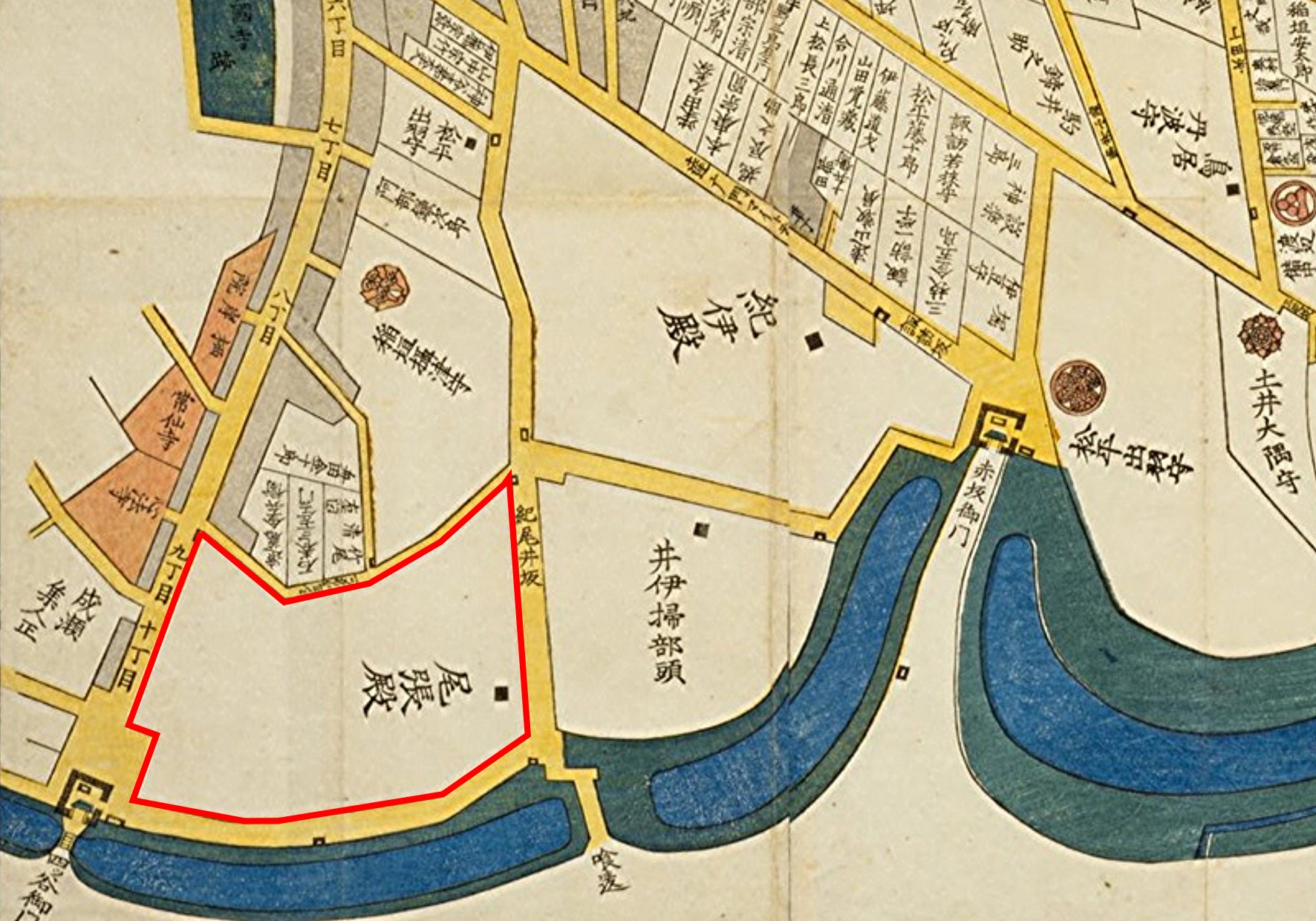
上智大学四谷キャンパス一帯は徳川御三家の一つ尾張藩徳川家中屋敷跡に位置する

### 大学全体
上智大学は、学校法人上智学院が経営する、日本最古のカトリック教会系大学である。アメリカ合衆国のジョージタウン大学、フォーダム大学、ボストンカレッジ、イタリアのグレゴリアン大学、韓国の西江大学校など、世界各国のイエズス会系校と提携関係にあるほか、2020年3月現在、アメリカのイエール大学やペンシルベニア大学、イギリスのエディンバラ大学、オーストラリアのシドニー大学やメルボルン大学、中国の清華大学など、世界の373大学と協定を結んでいる。
| ヨゼフ・ダールマン神父（ドイツ人） |  | アンリ・ブシェー神父（フランス人） |  | ジェームズ・ロックリフ神父（イギリス人） |
| ヨゼフ・ダールマン神父（ドイツ人） |  | アンリ・ブシェー神父（フランス人） |  | ジェームズ・ロックリフ神父（イギリス人） |

上智大学の起源は、1549年（天文18年）、カトリック教会イエズス会の宣教師であったフランシスコ・ザビエルが、日本人の旺盛な知的好奇心や高い道徳性、誠実性に感銘を受けたこと、また当時の足利学校や五山における高度な学問・教育の存在を知り、「日本のミヤコ（都）に大学を」と日本での高等教育機関開設を構想したことにある。しかし、ザビエルの志は禁教令により叶わず、改めて1905年（明治38年）にローマ教皇ピウス10世が、日本での高等教育機関設立をイエズス会に託し、ウィリアム・オコンネル司教を親善大使として明治天皇宛に親書を託し派遣。オコンネル司教が東京市長、帝国大学総長、桂太郎首相と精力的に会談を重ねた結果、1913年（大正2年）に専門学校令による私立上智大学が設立され、哲学科・ドイツ文学科・商科を開設。校地には、元陸軍大臣高島鞆之助の所有地や陸軍大将大島久直らの邸宅が選ばれた。なお、現在の四谷キャンパス一帯は、明治維新まで徳川御三家の一つである尾張徳川家の中屋敷であった。

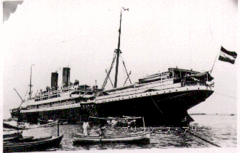
ドイツ汽船・プリンツェス・アリーセ号（1908年に上智大学設立を志す3人のイエズス会員を乗せ横浜に上陸）

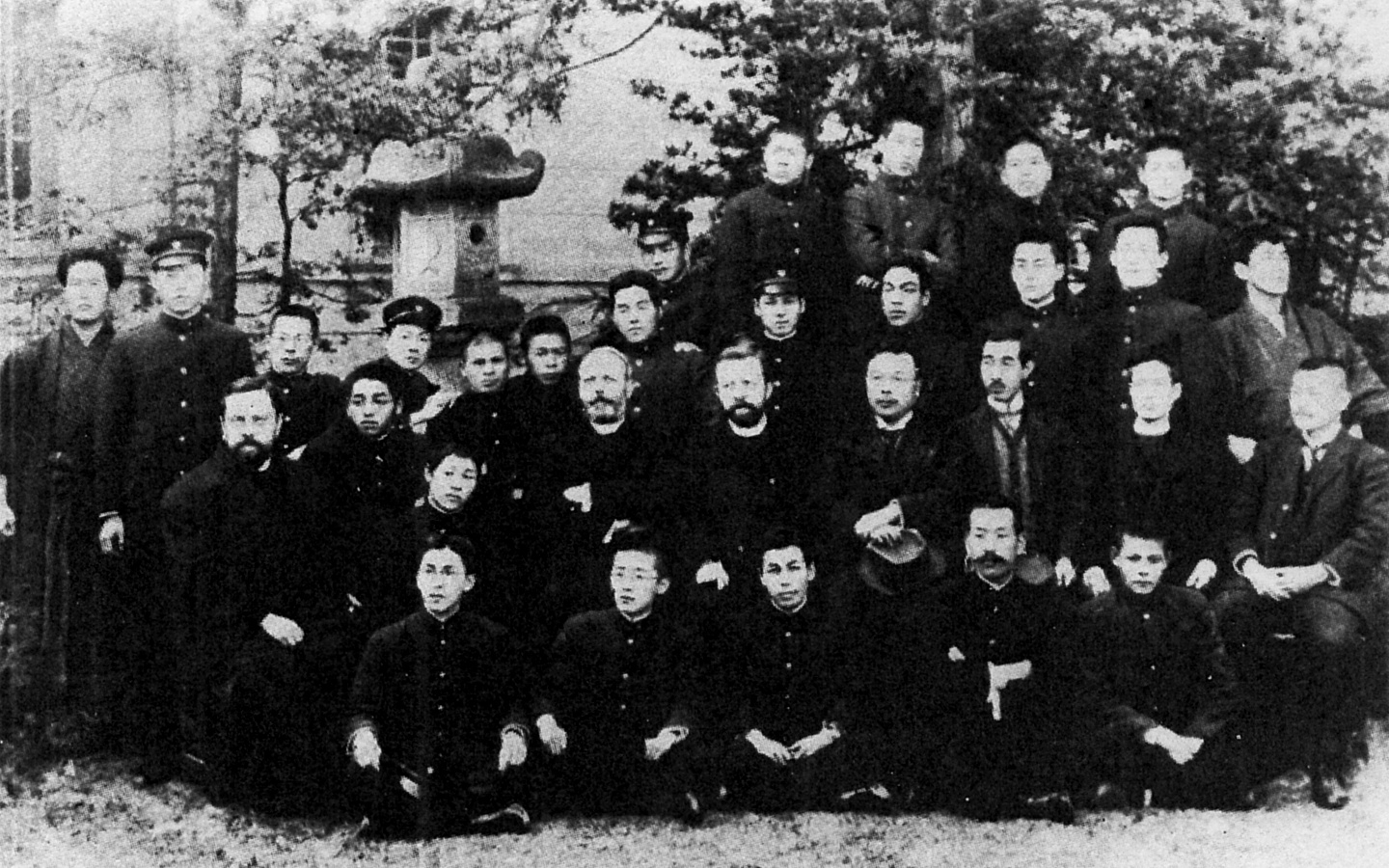
ヘルマン・ホフマン初代学長と上智大学第1期生（1914年3月）

1928年（昭和3年）に大学令による私立大学として発足し、文学部に哲学科・文学科、商学部に商学科を開設。1948年（昭和23年）に新制大学として発足し、文学部と経済学部を開設。1949年（昭和24年）に国際部（International Division）を開設。1951年（昭和26年）に私立学校法により学校法人上智学院となる。1957年（昭和32年）に法学部を開設。1958年（昭和33年）に神学部と文学部外国語学科を改組し外国語学部を開設。1962年（昭和37年）に理工学部を開設し、これにより人文科学・社会科学・自然科学を研究・教育する総合大学となる。1987年（昭和62年）に比較文化学部を開設。2004年（平成16年）に大学院法学研究科法曹養成専攻（法科大学院）を開設　
。2005年（平成17年）に総合人間科学部を開設。2006年（平成18年）に比較文化学部を改組し国際教養学部を開設。2011年（平成23年）に同じカトリック系で看護学部看護学科を擁する聖母大学を合併し、総合人間科学部に看護学科を設置。2014年（平成26年）に同じカトリック系で医学部医学科を擁する聖マリアンナ医科大学と研究・教育の包括連携協定を締結。同年、総合グローバル学部を開設。2024年（令和6年）現在、大学に9学部、大学院に11研究科を設置する総合大学となっている。

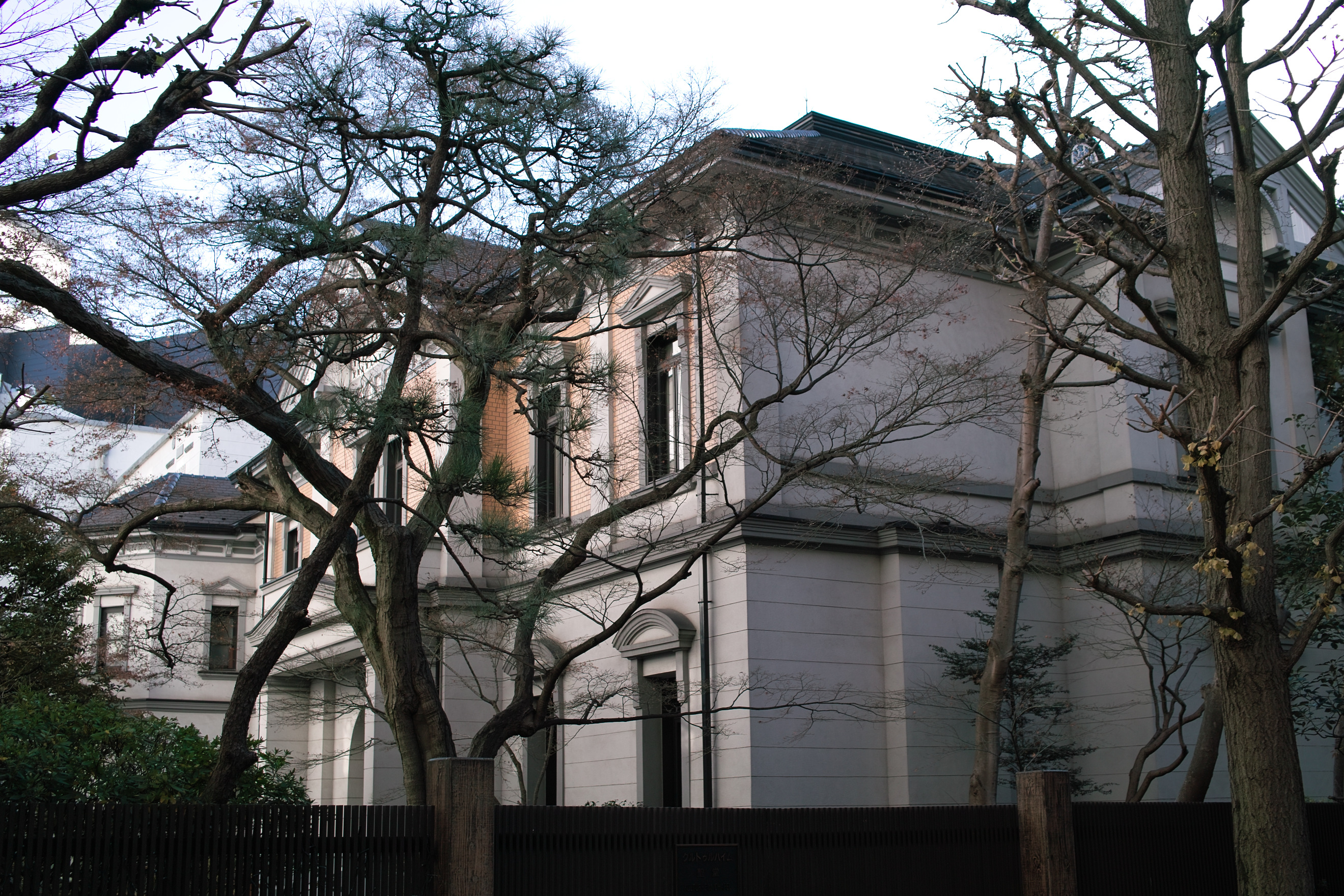
クルトゥルハイム聖堂（明治期の建築物、ドイツ語でクルトゥルは「文化」、ハイムは「館」を意味する）

大学創立以来、政界・財界・官界・学界、特に外務省や国際連合などの国際機関に数多くの卒業生を輩出してきたほか、日本最古のマスコミュニケーション学科である文学部新聞学科を擁し、マスコミ界にも数多くの卒業生を輩出してきた。
国際連合などの国際機関に勤務する国際公務員の養成に実績があり、「国際公務員養成講座」を開講しているほか、国際機関職員や外交官の輩出で世界的に著名な大学院であるスイス・ジュネーブ国際・開発研究大学院（Graduate Institute）への特別進学制度を設けている。

### 建学の精神（校訓・理念・学是）
教育精神は「他者のために、他者とともに」（  For Others, With Others ）。これは設立母体であるカトリックイエズス会の教育目標でもあり、「自分の才能や学びの成果を他者のために役立て、他者に奉仕することが、人間的成長につながる」という考えである。

### 大学名の由来

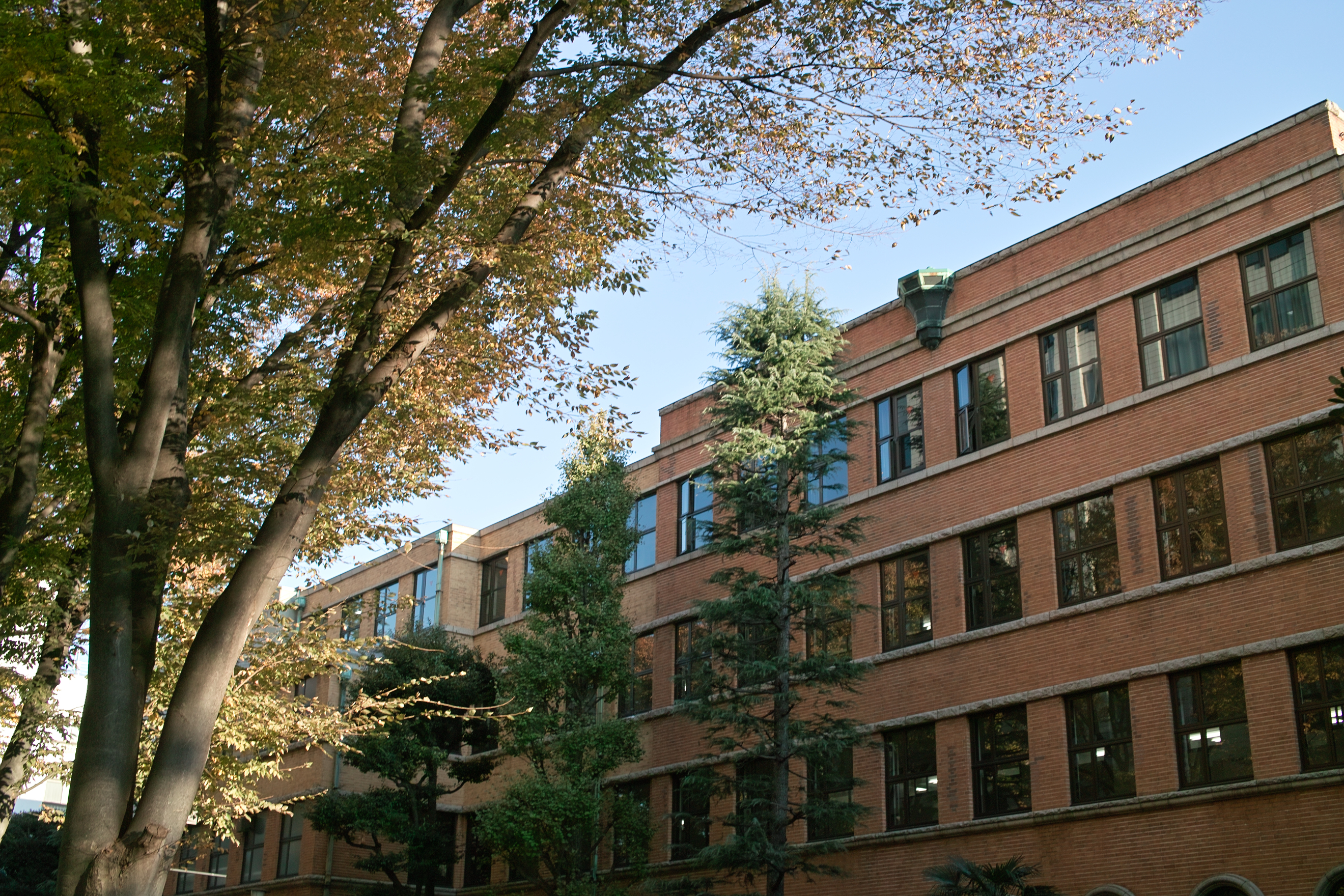
上智大学1号館（1932年竣工、スイス人建築家マックス・ヒンデルによる設計、東京都選定歴史的建造物）

「上智」という名称は、創設者の一人であるジェームズ・ロックリフ神父やヘルマン・ホフマン神父（初代学長）が書いた手紙に「神からの知恵」を意味していると残されている。「神からの知恵」とは、ラテン語で"Sapientia"（サピエンツィア）で「叡智」を意味し、ギリシア語ではσοφίᾱ（Sophia、ソフィア）という。その意味は「人を望ましい人間へと高める最上の叡智」であり、上智大学は大学名そのもので理念や建学の精神を表している。カトリック教会で聖母マリアを讃える祈りの中に「Sedes Sapientiae、上智の座」という言葉があり、創立当初の校名の説明に用いられている。正門の校章には、"UNIVERSITAS SEDIS SAPIENTIAE"（「上智の座の大学」）と刻まれている。

### 教育および研究

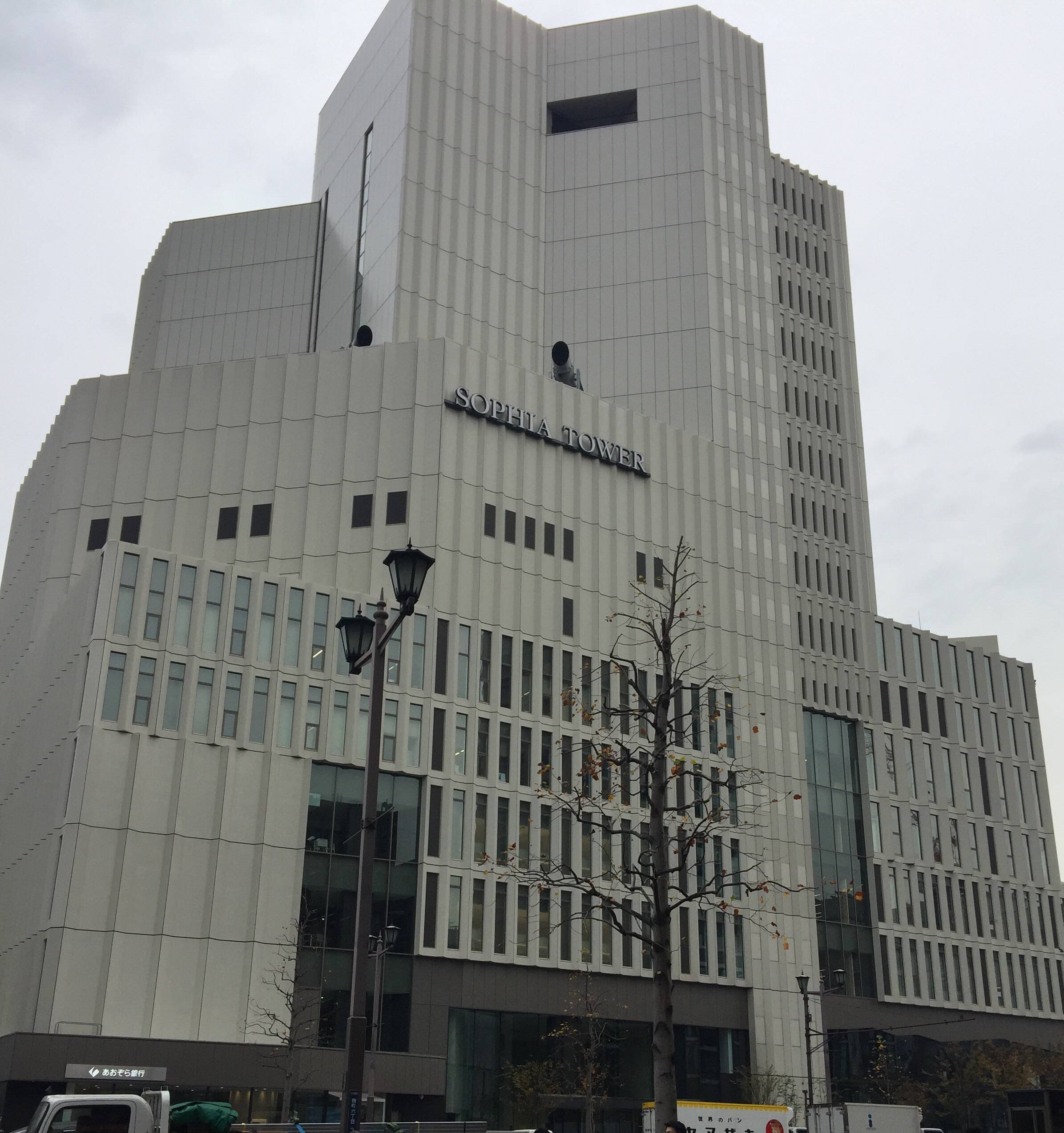
上智大学6号館ソフィアタワー（2017年竣工、地上17階、地下1階）

人文科学・社会科学・自然科学系の9学部29学科すべてが四谷キャンパスに集結しており、文理融合型キャンパスとなっている。このため、文理や専門の枠を超えて学ぶ全学部対象の全学共通科目や語学科目に加え、他学部他学科履修制度が整っており、学部学科の壁を越えた学際的な学びが可能となっている。理工学部は文系学部と同じ四谷キャンパスで教育・研究が行われている。このため、他学部他学科履修制度を利用し、理工学部の学生が人文科学・社会科学系学部の講義を受講し、幅広い見識を培うことが可能である。
欧米の大学の学部レベルにおける一般教養（リベラル・アーツ）重視の姿勢に倣い、所属学部・学科以外の学部・学科の講義の多くを卒業単位に含められるカリキュラムを取っている。一方で、学内での一般教養の学習を強要せず、多くの学科で専門性を重視する傾向もある。また、米国、英国、ドイツ、フランス、スペイン、ラテンアメリカ諸国、北欧、ロシア、韓国、香港などに42ヶ国／地域168校の交換留学協定大学があり、年間多数の学生が留学（その約9割が交換留学）している。カトリック系の大学であるため、一般教養科目にキリスト教や西洋哲学関連の講義が多い。
2013年に創立100周年を迎えるにあたっての記念事業として上智大学出版から『叡智を生きる』（2009年）が刊行された。上智大学のめざす「キリスト教ヒューマニズム」教育の具体化として、全学共通の80数科目の「キリスト教人間学」科目群を挙げている。

### 学風および特色

#### 国際的教育・研究

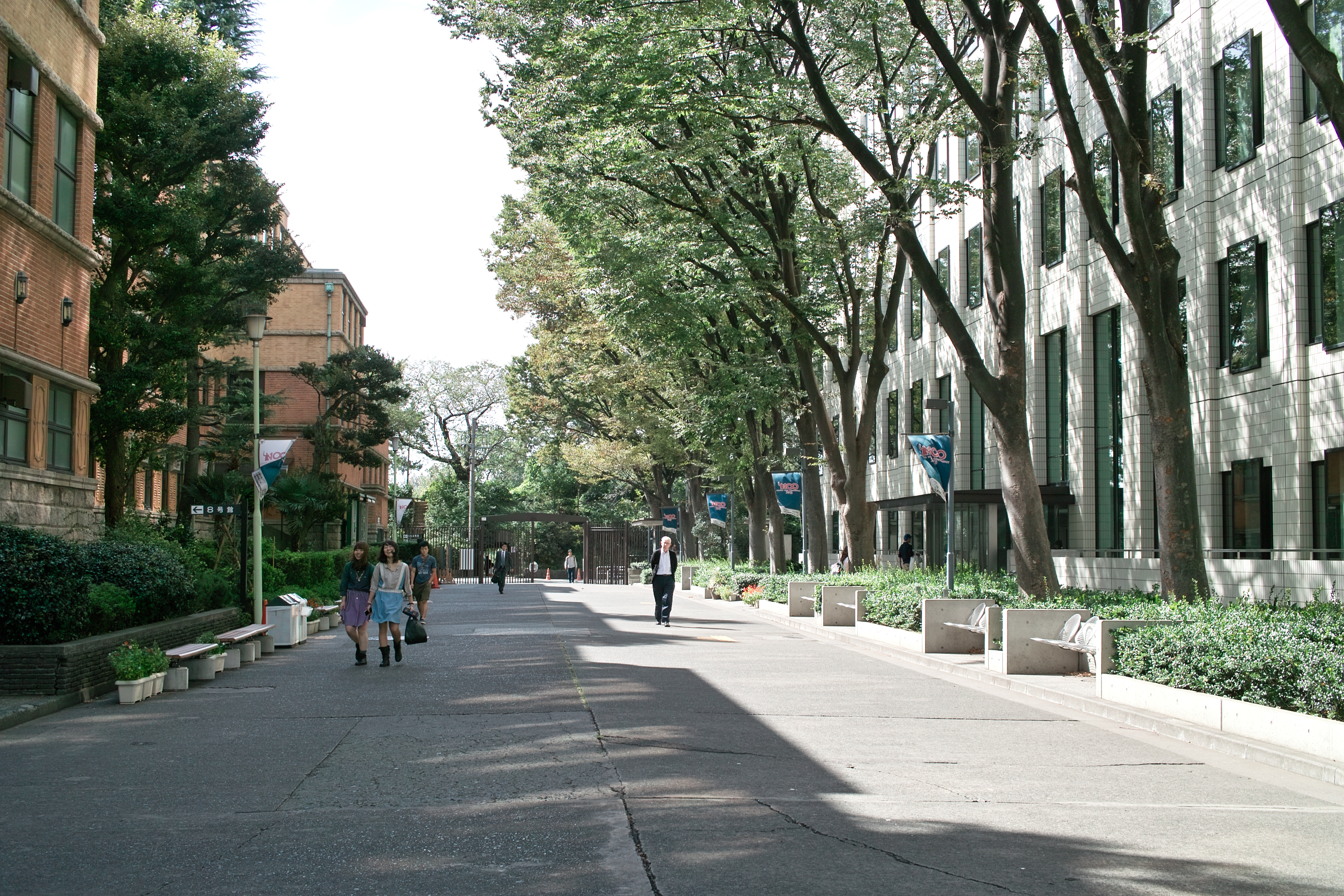
上智大学四谷キャンパス1号館（左）と2号館（右）

上智大学では語学教育を重視しており、22言語（英語、日本語、ドイツ語、フランス語、イスパニア語、イタリア語、中国語、コリア語、ロシア語、ポルトガル語、ラテン語、インドネシア語、フィリピン語、アラビア語、タイ語、ペルシア語、カンボジア語、ビルマ語、トルコ語、ベトナム語、ヒンディー語、スワヒリ語）の語学科目が開講されている。なお、上智大学のシラバスにおいては、韓国語を「コリア語」、スペイン語を「イスパニア語」、ヘブライ語を「ヒブル語」と表記している。
留学生、帰国子女や留学経験者、外国人教員が多く、英語やドイツ語などの外国語による講義も各学部で開講されている。国際教養学部の講義は全て英語となる。上智大学からは1006人が日本国外の大学へ留学した（2019年度）。外国人学生の国籍は88か国に及び、外国語で授業が行われている授業は834科目、交換留学協定校および学術交流協定校は373校である。四谷キャンパスでは6人に1人が外国人教員であり、外国人学生は1873人、22言語の語学科目が用意されており、大学図書館では20か国約80紙の新聞を読むことができる。

#### 海外大学院への特別進学制度
上智大学では、卒業後に海外大学院への進学を希望する学生が、上智の推薦を受けて出願する制度を設けている。大学によっては、一般受験者より優先的な審査や、一部授業料減免などの優遇を受けることができる。
- 米国・ジョージタウン大学（上智大学と同じくイエズス会による創設、政治学・国際関係学・法学の分野で特に名高く、数多くの政治家・外交官を輩出する名門私立大学）アメリカの大学院への特別進学制度

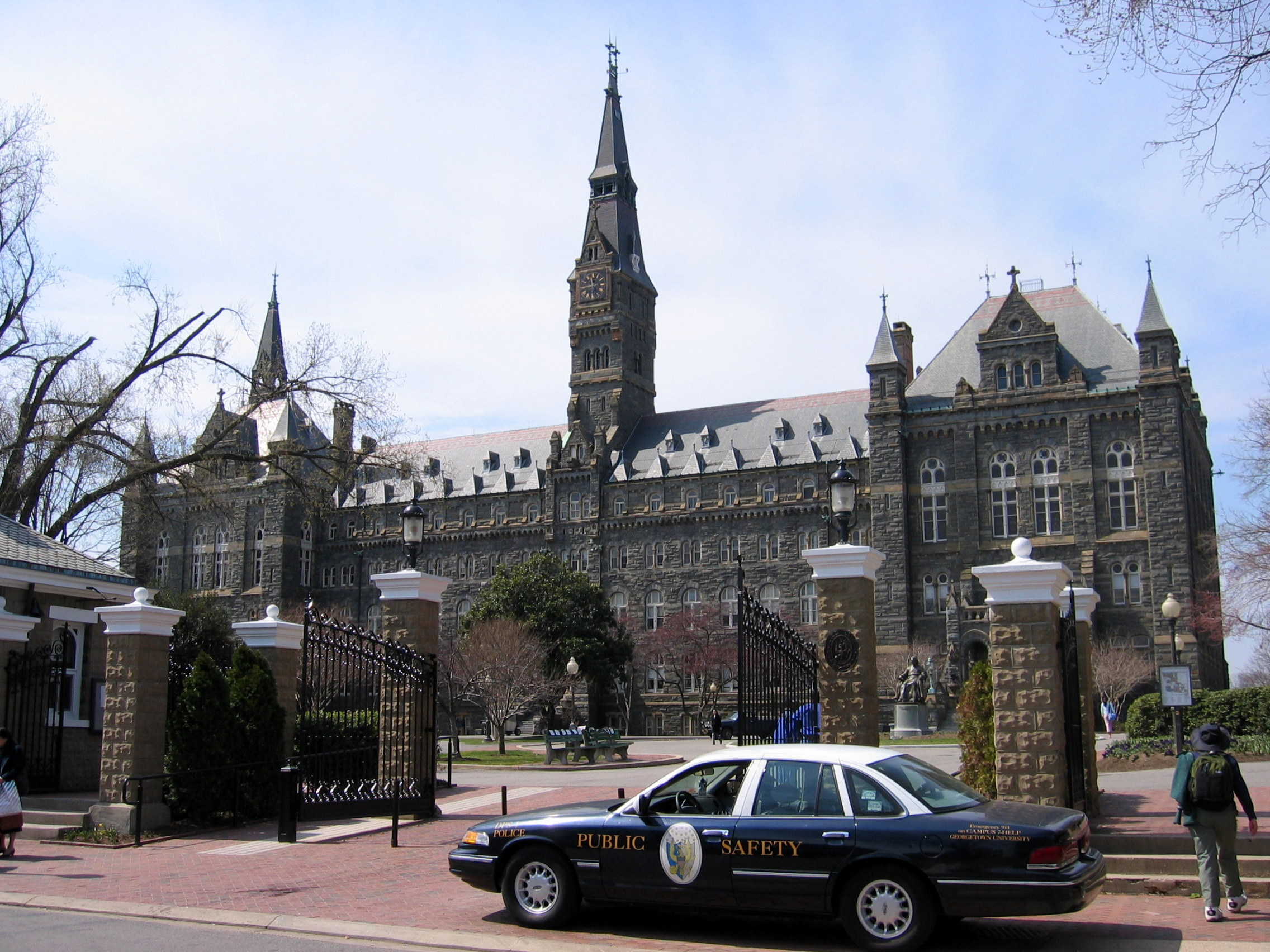
米国・ジョージタウン大学（上智大学と同じくイエズス会による創設、政治学・国際関係学・法学の分野で特に名高く、数多くの政治家・外交官を輩出する名門私立大学）

  - 上智大学卒業後、アメリカの大学院に進学する制度。出願資格を持つ希望者は、上智大学からの推薦に基づき、通常より簡素な手続きによって審査が行われるとともに、大学によっては受験料や一部授業料の減免措置も適用される。進学対象大学院は次の通りである。
    - フォーダム大学大学院 Fordham University Graduate School of Arts and Sciences
    - コロンビア大学 Teachers College
    - コロンビア大学 School of Professional Studies
    - ジョージタウン大学大学院 Georgetown University Graduate School of Arts and Sciences
    - ボストンカレッジ大学大学院 Boston College Lynch School of Education and Human Development

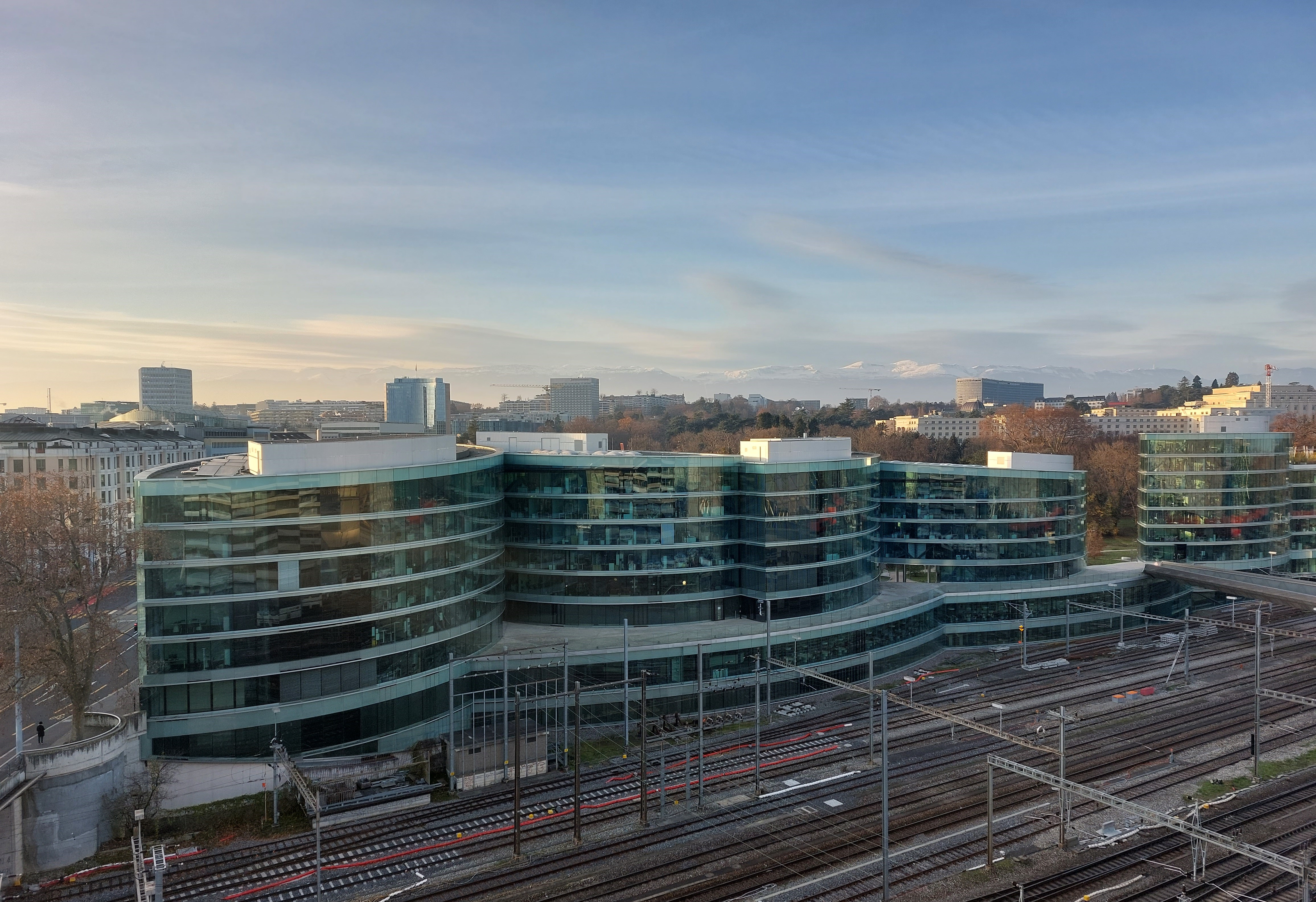
スイス・国際・開発研究大学院（ジュネーブの中心地にあり、数多くの国際機関職員や外交官を輩出してきた世界的に著名な大学院）

- スイス・国際・開発研究大学院（ジュネーブの中心地にあり、数多くの国際機関職員や外交官を輩出してきた世界的に著名な大学院）ジュネーブの国際・開発研究大学院（Graduate Institute:GI）への特別進学制度
  - 上智大学で3（または3.5）年間、スイスのジュネーブにある国際・開発研究大学院で2年間の計5（または5.5）年間で、学士号（上智）と修士号（GI）が取得できるプログラム。国際・開発研究大学院は、これまでに数多くの国際機関職員や外交官を輩出してきたことで知られる世界的に著名な大学院である[14]。出願資格を持つ希望者は、GIの通常の入学試験を受験し、合格する必要があるが、1年目は「交換留学」として留学するためGIでの学費はかからず修業年数を短縮して2つの学位を修めることが可能。対象プログラムは次の通りである。
    - Interdisciplinary Masters
      - International and Development Studies

    - Disciplinary Masters
      - Anthropology and Sociology
      - International Law
      - International Economics
      - International History
      - International Relations/Political Science

#### 国際機関との連携

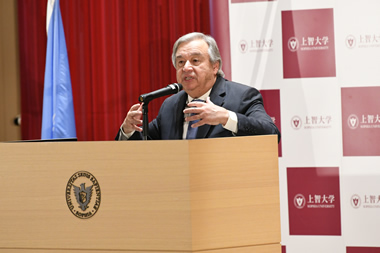
上智大学で講演するアントニオ・グテーレス国連事務総長

上智大学は、国際連合をはじめとする国際機関との強いネットワークをもつ。これまでに国連世界食糧計画（WFP）、国連難民高等弁務官事務所（UNHCR）、国連開発計画（UNDP）、国際連合教育科学文化機関（UNESCO）、国際連合大学サステイナビリティ高等研究所 (UNU-IAS) 、国連食糧農業機関（FAO）、国連人口基金東京事務所（UNFPR）、国連訓練調査研究所(UNITAR)、アフリカ開発銀行（AfDB）アジア代表事務所、アジア開発銀行（ADB）、米州開発銀行（IDB）、アフリカ開発銀行（AfDB）、経済協力開発機構（OECD）本部、国際協力推進協会 (APIC)、日本ユネスコ協会連盟、国際協力機構（JICA）などの国際機関と協定を締結している。
2017年にはアントニオ・グテーレス国連事務総長、フィリッポ・グランディ国連難民高等弁務官が来校し講演をしている。また、年2回「国連Weeks」と呼ばれる国際関係について学ぶ週間があり、世界各国の国際機関高官が招聘される。
緒方貞子（前国連高等難民弁務官）は上智大学名誉教授であり、教授であった当時模擬国連を日本に普及させたことで知られている。赤谷源一（日本人初の国連事務次長、1942年経済卒）や久山純弘（元国連事務次長補、院修了）、星野俊也（元国際連合日本政府代表部大使次席常駐代表、1979年外英卒）、山下真理（国際連合事務総長代表兼国際連合コソボ暫定行政ミッション（UNMIK）ベオグラード事務所長、1988年法国関法卒）など、多くの卒業生が国際機関で活躍している。

#### ローマ・カトリック教会やイエズス会との連携
上智大学はローマ・カトリック教会やイエズス会との強いネットワークをもつ。1981年には教皇ヨハネ・パウロ2世が、2019年には教皇フランシスコがそれぞれ訪日時に上智大学を訪問している。第30代イエズス会総長のアドルフォ・ニコラスは上智大学神学部の出身であり、神学部教授でもあった。中世から神学部を起点として発展してきたヨーロッパの大学の伝統を受け継ぐ上智大学神学部は日本で唯一のカトリック神学部である。また、上智大学神学部は文部省（当時）から神学部神学科として認可を受ける前からローマ教皇庁「神学校および大学聖庁」により教会認可神学部（Facultas ecclesiastica theologiae）として認可を受けており、神学系コースを経て大学院に進み所定の課程を修めるとローマ教皇庁認可の学位（STB/STL/STD）を取得できる。
上智大学において、イエズス会士やカトリック信者の教員は少なくはないが、カトリックとほぼ無縁の生活を送る学生や教員も多い。ただし、神学部の学生でなくても、聖書やキリスト教に関して信仰や理解を深めたり、聖イグナチオ教会などで祈りを捧げたりすることは可能である。日本国外からの留学生も宗教に関わらず、キリスト教他派教徒、仏教徒、イスラム教徒、ヒンドゥー教徒など多様性に富んでいる。上智大学の教員は、カトリック信徒もしくはキリスト者であることは要件とされていない。

## 沿革

### 略歴

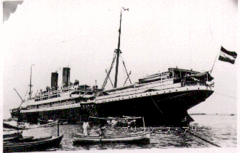
ドイツ汽船・プリンツェス・アリーセ号（1908年（明治41年）に上智大学設立を志す3人のイエズス会員を乗せ横浜に上陸）
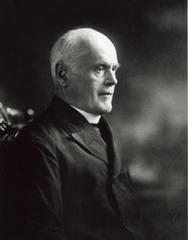
ヨゼフ・ダールマン神父（1861年-1930年[22]、ドイツ人）ベルリンとウィーンの大学に学び、サンスクリット学を専攻。20世紀初頭ヨーロッパ有数の東洋思想学者として知られた。日本のキリシタンや日欧交流などをテーマとした歴史研究も行った。1903年に研究目的で日本を訪問。後に教皇ピウス10世に謁見し、日本における教育機関設立について話し合った[23]。
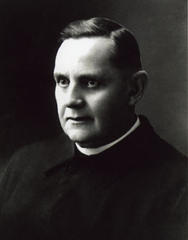
ジェームズ・ロックリフ神父（1852年-1926年[22]、イギリス人）オーストリア、イギリスで英語、宗教を教え、渡米。ニューヨーク州バッファローにあるイエズス会によって設立されたカニシャス・カレッジで学長を務める。1908年に来日し、上智大学の創設チームのリーダーとして奔走した後、再び渡米。アメリカ各地の大学、修道院で布教と教育に従事した[23]。
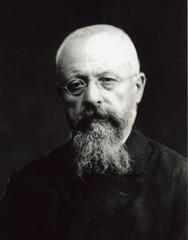
アンリ・ブシェー神父（1857年-1926年[22]、フランス人）中国上海の徐家匯にあったイエズス会フランス学院の元院長。中国社会や文化に精通し、中国の言語についての著作がある。1921年まで上智で教鞭をとり、再び中国へ向かった[23]。

16世紀にイエズス会の宣教師として来日したフランシスコ・ザビエルが、日本の首都に大学を建学したいという意思をローマへ書き送っており、上智大学はこれが同大学設立に結びついたとしているが出典は無い。数世紀を経た後の1906年（明治39年）に教皇ピウス10世はイエズス会に対し、日本へ宣教師を派遣して高等教育機関を設置することを要請したが出典は無い。これを受けて1908年（明治41年）、日本に大学を設立するために3人のイエズス会員がドイツ汽船・プリンツェス・アリーセ号で横浜に上陸し、1911年（明治44年）に財団法人上智学院を設立、1913年に専門学校令による大学を開校した。その後、1928年には大学令による大学となり、文学部と商学部から成る私立大学となった。
第二次世界大戦の敗戦後、上智大学はGHQ/SCAPの兵士とその子弟の高等教育機関として指定され、国際部夜間部が設立された。同部は比較文化学部への改組を経て、現在の国際教養学部の源流となった。
イエズス会が男子修道会であったことから、1957年までは男子のみが入学を許可されていた。
2013年には創立100周年を迎え、様々な企画が実施された（文献参照）。
2014年から実用英語技能検定などを実施している日本英語検定協会と上智が共同で開発したTEAP利用型入試を実施。
2019年11月26日、ローマ教皇フランシスコが日本の大学の中で唯一、本学四谷キャンパスを訪問。

### 年表
- 1549年 - 聖フランシスコ・ザビエルの来日。日本の首都に神学部、法学部、医学部を含む総合大学をという希望をローマへ書き送る。上智大学では、同学のウェブサイトにおいて、これが「上智大学設立に結びついた」としている。
- 1906年 - 教皇ピウス10世がイエズス会に対し、日本への高等教育機関設置を要請。
- 1908年 - 3人のイエズス会員、ヨゼフ・ダールマン（独）、アンリ・ブシェー（仏）、ジェームズ・ロックリフ（英）が来日。
- 1911年 - 財団法人上智学院設立。
- 1913年 - 専門学校令により上智大学（哲学科、独逸文学科、商科）を設立、ヘルマン・ホフマンが初代学長に就任。
- 1920年 - 聖アロイジオ塾（学生寮の前身）が発足。
- 1923年 - 関東大震災の余震により赤レンガ校舎が倒壊。
- 1928年 - 大学令による上智大学（文学部哲学科、文学科・商学部商学科）を設立。
- 1931年 - 専門学校令による上智大学廃止[28]。夜間の外国語専修学校を設立（1946年廃止）[29]。新校舎（現1号館）の竣工。
- 1932年 - 専門部（経済科、法科、商科、新聞学科）を開設。大学の新聞学科は日本初[30][要検証 – ノート]。
- 1933年 - 上智大生靖国神社参拝拒否事件が発生。
- 1934年 - 専門部が高等学校大学予科と同等以上と指定される[31]。
- 1935年 - 初めてアメリカのジョージタウン大学に学生を送る。教皇ピウス11世の要請により『カトリック大辞典』の編纂開始[注釈 1]。
- 1937年 - 専門部の夜間授業を昼間授業に改める。
- 1939年 - ヨハネス・ラウレス教授によりキリシタン文庫を設立[33]。
- 1942年 - 文学部史学科を設置。大学予科を2年制から3年制に改める[34]。
- 1943年 - 本学学生が学徒出陣壮行会に参加、経済学部（商学部から改称）を閉鎖[注釈 2]。
- 1944年 - 興亜工業大学（現千葉工業大学）が学院内に移転、興亜工業大学との吸収合併問題が発生する[注釈 3]。
- 1946年 - 公開講座[37]（公開学習センターの前身）を開講。
- 1947年 - 石神井キャンパスを開設。
- 1948年 - 新制大学へ改組（文学部哲学科・史学科・英文学科・独逸文学科・新聞学科、経済学部経済学科・商学科）、文学部哲学科にローマ聖座立認可。留学制度復活[38]。
- 1949年 - 国際部を設立[39]。
- 1950年 - 真田堀グラウンドを開設[40]。
- 1951年 - 私立学校法による学校法人上智学院を設立。大学院神学研究科（神学専攻）、哲学研究科（哲学専攻）、西洋文化研究科（西洋文化専攻）、経済学研究科（経済学専攻）修士課程を開設。旧制専門部廃止[41]。
- 1952年 - 文学部に教育学科増設。国際カトリック大学連盟の正会員大学となる。
- 1953年 - 聖三木図書館の運営を引き継ぐ（2007年にイエズス会に移管）。
- 1955年 - 文学部に外国語学科（英語、ドイツ語、フランス語、イスパニア語各専攻）を増設。大学院に神学研究科（組織神学専攻）、哲学研究科（哲学専攻）、西洋文化研究科（英米文学専攻、ドイツ文学専攻）、経済学研究科（経済制度・組織専攻）の博士課程を開設。
- 1956年 - 上智会館竣工（2006年解体）[42]。
- 1957年 - 女子学生の入学を許可。法学部法律学科を開設。文学部外国語学科にロシア語専攻を増設。
- 1958年 - 神学部神学科を開設。文学部外国語学科を外国語学部（英語学科、ドイツ語学科、フランス語学科、イスパニア語学科、ロシア語学科）へ改組（文学部外国語学科を廃止）。
- 1959年 - 文学部に国文学科を開設。
- 1960年 - 第1回上南戦を開催。
- 1962年 - 理工学部（機械工学科、電気・電子工学科、物理学科、化学科）を開設。
- 1964年 - 外国語学部にポルトガル語学科を開設。
- 1965年 - 理工学部に数学科を開設、化学科に化学専攻、応用化学専攻を設置。神学部神学科にローマ聖座立認可。
- 1966年 - 文学部に社会学科、フランス文学科を開設、大学院文学研究科（教育学専攻）、法学研究科（法律学専攻）、理工学研究科（機械工学専攻、電気・電子工学専攻、応用化学専攻、化学専攻、物理学専攻）の修士課程を開設。大学院西洋文化研究科（西洋文化専攻）の修士課程を文学研究科（史学専攻、英米文学専攻、ドイツ文学専攻）の修士課程に改組。大学院西洋文化研究科（英米文学専攻、ドイツ文学専攻）の博士課程を文学研究科（英米文学専攻、ドイツ文学専攻）の博士課程に改組。
- 1968年 - 大学院文学研究科に教育学専攻、日本史学専攻の博士課程を設置。大学院文学研究科に国文学専攻、フランス文学専攻の修士課程を設置。大学院に法学研究科（法律学専攻）、理工学研究科（機械工学専攻、電気・電子工学専攻、応用化学専攻、化学専攻、物理学専攻）の博士課程を開設。経済学部商学科を経営学科へ名称変更。上智大全共闘が結成されるも機動隊導入によりこれを排除（上智方式）[43]。
- 1969年 - 大学院理工学研究科に数学専攻の修士課程を開設。
- 1970年 - 大学院文学研究科に国文学専攻の博士課程を開設。大学院外国語学研究科（言語学専攻）修士課程を開設。
- 1971年 - 大学院文学研究科にフランス文学専攻の博士課程を開設。大学院文学研究科の日本史学専攻博士課程を史学専攻博士課程に改組。大学院文学研究科に新聞学専攻の修士課程を開設。大学院外国語学研究科に国際関係論専攻の修士課程を開設。
- 1972年 - 大学院文学研究科に社会学専攻の修士課程を開設。大学院理工学研究科に数学専攻の博士課程を開設。
- 1973年 - 大学院外国語学研究科に言語学専攻、国際関係論専攻の博士課程を開設。
- 1974年 - 大学院文学研究科に新聞学専攻、社会学専攻の博士課程を開設。
- 1975年 - 外国語学部に日本語・日本文化学科を開設。
- 1976年 - 文学部教育学科心理学専攻を文学部心理学科へ、社会学科社会福祉学専攻を文学部社会福祉学科へ改組（文学部の教育学科心理学専攻、社会学科社会福祉学専攻は廃止）。大学院学則を改正し、修士課程を博士前期課程に、博士課程を博士後期課程に変更。
- 1977年 - 外国語学部日本語・日本文化学科を外国語学部比較文化学科へ名称変更。
- 1978年 - 大学院理工学研究科に生物科学専攻の修士課程を開設。
- 1979年 - 大学院外国語学研究科に比較文化専攻の修士課程を開設。
- 1980年 - 法学部に国際関係法学科を開設。
- 1981年 - 大学院理工学研究科に生物科学専攻の博士後期課程を開設。ローマ教皇ヨハネ・パウロ2世が来校[17]。
- 1987年 - 外国語学部比較文化学科を比較文化学部（比較文化学科、日本語・日本文化学科）へ改組。
- 1992年 - 大学院文学研究科に心理学専攻の修士課程を開設。
- 1993年 - 外国語学部比較文化学科を廃止。
- 1994年 - 大学院文学研究科に心理学専攻の博士後期課程を開設。
- 1997年 - 大学院外国語学研究科に地域研究専攻の博士課程（前期・後期）を開設。法学部に地球環境法学科を開設。
- 2001年 - 大学院文学研究科心理学専攻博士前期課程に臨床心理学コースを開設。
- 2004年 - 大学院法学研究科に法曹養成専攻（法科大学院）を開設。
- 2005年 - 文学部教育学科、心理学科、社会学科、社会福祉学科を総合人間科学部教育学科、心理学科、社会学科、社会福祉学科へ改組。大学院文学研究科の教育学専攻、心理学専攻、社会学専攻博士課程（前期・後期）を大学院総合人間科学研究科教育学専攻、心理学専攻、社会学専攻、社会福祉学専攻博士課程（前期・後期）に改組。大学院に地球環境学研究科（地球環境学専攻）博士課程（前期・後期）を開設。
- 2006年 - 比較文化学部（比較文化学科、日本語・日本文化学科）を国際教養学部（国際教養学科）へ改組。大学院外国語学研究科国際関係論専攻、地域研究専攻の博士課程（前期・後期）をグローバル・スタディーズ研究科国際関係論専攻、地域研究専攻博士課程（前期・後期）に改組。大学院外国語学研究科比較文化学専攻修士課程をグローバル・スタディーズ研究科グローバル社会専攻博士前期課程に改組し、グローバル社会専攻博士後期課程を開設。
- 2007年 - 大学院経済学研究科に経済学専攻の博士後期課程を開設。大学院経済学研究科に経営学専攻の博士課程（前期・後期）を開設。大学院文学研究科教育学専攻、社会学専攻の博士前期課程を廃止。
- 2008年 - 理工学部機械工学科、電気・電子工学科、数学科、物理学科、化学科を理工学部物質生命理工学科、機能創造理工学科、情報理工学科に改組。大学院理工学研究科機械工学専攻、電気・電子工学専攻、応用化学専攻、化学専攻、数学専攻、物理学専攻、生物科学専攻の博士課程（前期・後期）を大学院理工学研究科理工学専攻の博士課程（前期・後期）に改組。大学院文学研究科心理学専攻の博士前期課程を廃止。大学院外国語学研究科国際関係論専攻の博士前期課程を廃止。大学院外国語学研究科比較文化専攻の修士課程を廃止。大学院外国語学研究科地域研究専攻の博士前期課程を廃止。
- 2009年 - 文学部教育学科、社会学科を廃止。大学院理工学研究科機械工学専攻、電気・電子工学専攻、物理学専攻、応用化学専攻、化学専攻の博士前期課程を廃止。
- 2010年 - 文学部心理学科を廃止。比較文化学部日本語・日本文化学科を廃止。大学院理工学研究科数学専攻の博士前期課程を廃止。日本グリーフケア研究所を聖トマス大学から移管。
- 2011年 - 聖母大学などを運営する学校法人聖母学園を吸収合併し、総合人間科学部に看護学科を開設[44]（これまで聖母大学であった校舎は、上智大学の目白聖母キャンパスへ移管）。大学院総合人間科学研究科に看護学専攻修士課程を開設。大学院文学研究科に文化交渉学専攻博士課程（前期・後期）を開設。文学部社会福祉学科を廃止。大学院理工学研究科生物科学専攻の博士前期課程、応用化学専攻、化学専攻、物理学専攻の博士後期課程を廃止。大学院地球環境学研究科地球環境学専攻の博士課程（前期・後期）に国際環境コースを設置。比較文化学部比較文化学科を廃止。大阪サテライトキャンパスを開設。
- 2012年 - 理工学部に英語コース（物質生命理工学科グリーンサイエンスコース、機能物質理工学科グリーンエンジニアリングコース）を開設。大学院理工学研究科数学専攻の博士後期課程を廃止。上智短期大学を上智大学短期大学部に改組。
- 2013年 - 理工学部物理学科、化学科、機械工学科を廃止。大学院外国語学研究科国際関係論専攻の博士後期課程を廃止。大学院理工学研究科電気・電子工学専攻、生物科学専攻、機械工学専攻の博士後期課程を廃止。
- 2014年 - 総合グローバル学部（総合グローバル学科）を開設。大学院文学研究科社会学専攻の博士後期課程を廃止。聖マリアンナ医科大学と教育・研究活動の交流と連携の推進を目的とした大学間交流に関する包括協定を締結[45][46]。聖マリアンナ医科大学の附属病院が総合人間科学部看護学科の実習生を実習先として受け入れることなど、両大学間の全学的な交流と連携、協力を推進するとしている[45][46]。また、ボルボ・グループとの産学教育連携が発表[47]。
- 2015年 - 助産学専攻科を開設。理工学部数学科を廃止。大学院文学研究科教育学専攻の博士後期課程を廃止。大学院経済学研究科経済制度・組織専攻の博士後期課程を廃止。大学院外国語学研究科地域研究専攻の博士後期課程を廃止。
- 2016年 - 大学院文学研究科に哲学専攻博士課程（前期・後期）を開設。大学院実践宗教学研究科死生学専攻修士課程を開設。大学院大学外国語学研究科を大学院言語科学研究科に名称変更。理工学部電気・電子工学科を廃止。
- 2017年 - 5月8日、6号館ビル（通称：ソフィアタワー）のオフィスビル部分にあおぞら銀行本社が移転[48][49][50]。また、ボルボとの産学教育連携契約を更改[51]。アントニオ・グテーレス国連事務総長来校[16]。
- 2018年 - 大学院実践宗教学研究科死生学専攻博士後期課程を開設（それに伴い、修士課程は博士前期課程となる）。
- 2019年 - 11月26日、ローマ教皇フランシスコが四谷キャンパスを訪問[18][注釈 4]。上智大学アルペ国際学生寮を竣工[53]。タイ・バンコクに事業会社 Sophia GED（Sophia Global Education and Discovery Co., Ltd.）を設立[22]。14号館を取得[22]。
- 2020年 - SPSF（Sophia Program for Sustainable Futures）教育学科・社会学科・経済学科・総合グローバル学科を開設[22]。新型コロナウィルスの感染拡大が本格化し、全講義をオンラインで実施（2022年度より対面授業を再開）[22]。社会人向け講座プロフェッショナル・スタディーズを開始[22]。ソフィア・コミュニティ・カレッジ（社会人講座）閉講[22]。
- 2021年 - 基盤教育センターが開設[22]。SPSF（Sophia Program for Sustainable Futures）新聞学科を開設[22]。
- 2022年 - SPSF (Sophia Program for Sustainable Futures) 経営学科を開設[22]。15号館竣工[22]。

## 基礎データ

### 所在地
- 四谷キャンパス（東京都千代田区紀尾井町）
- 目白聖母キャンパス（東京都新宿区下落合）
- 石神井キャンパス（東京都練馬区上石神井）
- 秦野キャンパス（神奈川県秦野市）
- 大阪サテライトキャンパス（大阪府大阪市北区）

### 象徴

#### 歌
- 上智大学校歌
  - 1932年制定。全3番から成り、作詞は逸見貞男[注釈 5]、作曲は山本直忠による。「Lux Veritatis」「Alma Mater」とラテン語混じりの歌詞である。ヘルマン・ホイヴェルスによるドイツ語の歌詞も存在する[55]。
  - 式典の際にはオーケストラ版が用いられ、学部入学式、卒業式では混声合唱団アマデウスコール、聖歌隊、男声合唱団グリークラブ、管弦楽部が舞台で演奏する。
- 上智大学学生歌
  - 全3番から成り、作詞は野路弘一、作曲は平野浩による。
- 上智大学寮歌
- 上智行進曲
  - 登張竹風作詞。全10番から成る[56]。

#### 校章
校章は、鷲をかたどったもので、真理の光を目指して力強く羽ばたく姿を示している。真理の光を目指して力強く羽ばたくという姿勢は上智大学の本質と理想を表していると大学関係者は考えている。なお、中央に記された文字は、上智大学の標語「真理の光」Lux Veritatisの頭文字である。

#### スクールカラー
スクールカラーは臙脂色。公式には、メインカラーをCompassionateClaret（コンパッショネイト クラレット）、サブカラーを Wisdom Fruit（ウィズダム フルーツ）と呼ぶ。

#### マスコットキャラクター
- ソフィアンくん
  - 2012年に上南戦の応援キャラクターとして誕生し、翌年の上智大学創立100周年を機に大学公式キャラクターに制定された。上智大学の象徴である鷲がモチーフで、校章と同様に「LV」のマークを中央に掲げている[58]。新入生歓迎プログラムやソフィア祭などで学内に現れる[59][60]。

### 組織

#### 学部
- 神学部
  - 神学科[注釈 6]
    - カトリック司祭を養成する神学校でもある。
- 文学部[注釈 7]
  - 哲学科[注釈 8]
  - 史学科[注釈 9]
  - 国文学科[注釈 10]
  - 英文学科[注釈 11]
  - ドイツ文学科[注釈 12]
  - フランス文学科[注釈 13]
  - 新聞学科[注釈 14]
- 総合人間科学部
  - 教育学科[注釈 15]
  - 心理学科[注釈 16]
  - 社会学科[注釈 17]
  - 社会福祉学科[注釈 18]
  - 看護学科[注釈 19]
- 法学部[注釈 20]
  - 法律学科
  - 国際関係法学科
  - 地球環境法学科
- 経済学部
  - 経済学科[注釈 21]
  - 経営学科[注釈 22]
- 外国語学部
  - どの学科の学生も、ヨーロッパ研究コース、北米研究コース、言語研究コース、ラテンアメリカ研究コース、ロシア・ユーラシア研究コース、中東・アフリカ研究コース、アジア研究コース、国際政治論研究コース、市民社会・国際協力論研究コースという9つの研究コースから選ぶ[64]。
  - 英語学科
  - ドイツ語学科
  - フランス語学科
  - イスパニア語学科
  - ロシア語学科
  - ポルトガル語学科
- 国際教養学部
  - 国際教養学科[65]
    - 講義は全て英語で行われる。入学試験で一般入試がないのも本学部の特徴。
    - Comparative Culture course（比較文化コース）
    - International Business and Economics course（国際経営・経済学コース）
    - Social Studies course（社会科学コース）
- 理工学部
  - 物質生命理工学科[注釈 23]
  - 機能創造理工学科[注釈 24]
  - 情報理工学科[注釈 25]
- 総合グローバル学部
  - 総合グローバル学科[注釈 26]

#### 研究科
以下、特記していない専攻は博士前期課程・博士後期課程である。
- 神学研究科
  - 神学専攻[注釈 27]（博士前期課程）
    - 組織神学コース（ローマ教皇庁立学位授与機関）
    - 聖書神学コース
    - キリスト教教育コース
    - 宣教実務者コース

  - 組織神学専攻[注釈 28]（博士後期課程）
- 文学研究科
  - 哲学専攻
  - 史学専攻[注釈 29]
    - 日本史学コース
    - 東洋史学コース
    - 西洋史学コース

  - 国文学専攻[注釈 30]
  - 英米文学専攻[注釈 31]
    - 前期課程のコース
      - Aコース（後期課程進学）
      - Bコース（前期課程完結）

  - ドイツ文学専攻[注釈 32]
  - フランス文学専攻[注釈 33]
  - 新聞学専攻[注釈 34]
  - 文化交渉学専攻[注釈 35]
- 実践宗教学研究科
  - 死生学専攻
- 総合人間科学研究科
  - 教育学専攻[注釈 36]
  - 心理学専攻
    - 前期課程のコース
      - 基礎心理学コース[注釈 37]
      - 臨床心理学コース[注釈 38]

  - 社会学専攻[注釈 39]
  - 社会福祉学専攻[注釈 40]
    - 研究者養成プログラム
    - 高度福祉専門職プログラム

  - 看護学専攻[注釈 41]（修士課程）
- 法学研究科
  - 法律学専攻[注釈 42]
  - 法曹養成専攻[注釈 43]（専門職学位課程、法科大学院）
    - 標準（3年制）コース
    - 短縮（2年制）コース
- 経済学研究科
  - 経済学専攻[注釈 44]
  - 経営学専攻[注釈 45]
- 言語科学研究科
  - 言語学専攻
    - 言語聴覚研究コース
    - 英語教授法コース
    - 日本語教育学コース
- グローバル・スタディーズ研究科
  - 国際関係論専攻[注釈 46]
  - 地域研究専攻[注釈 47]
  - グローバル社会専攻[注釈 48]
    - 英語で学位を取ることができるコース。日本語で開講されている他専攻の科目も履修できる。「Global Studies（グローバル研究）」「International Business and Development Studies（国際ビジネス・開発研究）」「Japanese Studies（日本研究）」の学位を取ることができるが、博士学位を取ることができるのは「Global Studies」と「Japanese Studies」のみ。
- 理工学研究科
  - 理工学専攻[注釈 49]
    - 機械工学領域
    - 電気・電子工学領域
    - 応用化学領域
    - 数学領域
    - 物理学領域
    - 生物科学領域
    - 情報学領域
    - グリーンサイエンス・エンジニアリング領域
- 地球環境学研究科
  - 地球環境学専攻
    - 日本語コース[注釈 50]
    - 国際環境コース（英語で学位を取ることができるコース）[注釈 51]
- 応用データサイエンスプログラム[68]

#### 専攻科
- 助産学専攻科
  - 4年制大学等で看護学を学んだ者が助産師国家試験受験資格を得るための1年制の専攻科。

#### 短期大学部
これまで、神奈川県秦野市に上智短期大学があり、学校法人上智学院が運営していたが、2012年4月に上智大学短期大学部へと改組された。

#### 附属機関
- 研究機構
  - 常設研究部門[69]
    - キリスト教文化研究所
    - 中世思想研究所
    - イベロアメリカ研究所
    - 国際言語情報研究所
    - グローバル・コンサーン研究所
    - 比較文化研究所
    - ヨーロッパ研究所
    - アジア文化研究所
    - アメリカ・カナダ研究所
    - 地球環境研究所
    - メディア・ジャーナリズム研究所

  - 時限研究部門[70]
    - ナノテクノロジー研究センター
    - イスラーム研究センター
    - サスティナブルエネルギー研究センター
    - 次世代航空機CAE技術研究開発センター
    - 水稀少社会情報研究センター
    - 人間の安全保障研究所
    - フォトニクス研究センター

  - 学内共同研究部門[71]
    - 学内の公募型研究制度である「学内共同研究」に採択された研究グループが、学内共同研究部門の研究単位となる。2014年度は19研究単位で構成。
- 附置研究機関等[72]
  - 国際協力人材養成研究センター
  - 半導体研究所
  - 国際関係研究所
  - 情報科学教育研究センター
  - グリーフケア研究所
  - 生命倫理研究所
  - キリシタン文庫
    - ヨハネス・ラウレス編『吉利支丹文庫』の第三版をもとに、インターネット版「ラウレスキリシタン文庫データベース」として書誌情報を公表している。

  - モニュメンタ・ニポニカ
- 学事局
  - 学事センター
  - 入学センター
  - 公開学習センター
  - グローバル教育推進室
  - 言語教育推進室
- 学生局
  - 学生センター
  - 保健センター
  - カウンセリングセンター
  - キャリアセンター
- 学術情報局
  - 図書館
    - 中央図書館（所定の費用を負担し「館友会員」として登録すれば卒業後も図書館への立ち入りや書籍の貸し出しも可能）
    - 石神井分館
    - 法科大学院図書室
    - 目白聖母キャンパス図書室

  - 情報システム室
  - 研究支援センター

#### 21世紀COEプログラム
- 2002年
  - 学際・複合・新領域
    - 地域立脚型グローバル・スタディーズの構築 (AGLOS)

#### 私立大学学術研究高度化推進事業
- オープン・リサーチ・センター整備事業
  - 人間情報科学研究プロジェクト
- ハイテク・リサーチ・センター整備事業
  - 先端科学技術研究機構

### 教育
- 大学教育の国際化推進プログラム
  - 文化遺産教育戦略に資する国際連携の推進
  - 在外研究制度による教育・研究レベルの向上
- 現代的教育ニーズ取組支援プログラム
  - グローバル社会における系統的科学英語教育
  - グローバル社会における環境リテラシー教育
- 「魅力ある大学院教育」イニシアティブ
  - 「現代世界に貢献する地域研究」（グローバルな市民社会とローカルの多様性を支える次世代地域研究者の育成）
- 特色ある大学教育支援プログラム
  - 大学対抗交渉コンペティション（他大学との共同プログラム）
  - 日本と世界を結ぶ国際教養教育の先駆的取組
- 法科大学院等専門職大学院形成支援プログラム
  - 仲裁・ADR・交渉の研究と実践
  - 実務技能教育教材共同開発共有プロジェクト（他大学との共同プログラム）
- 社会人の学び直しニーズ対応教育推進プログラム
  - 人とかかわる職種の人のためのカウンセリング基礎プログラム
- 大学院教育改革支援プログラム
  - 心理学研究者の統合的養成プログラム
  - 現地拠点活用による協働型地域研究者養成
- 女性研究者支援モデル育成プログラム
  - グローバル社会に対応する女性研究者支援
- 国際化拠点整備事業（グローバル30）
- 集中神学講座（宗教科教員免許取得のための単位取得が可能。かつては夜間講座と夏期集中講座に分かれていた）

## 学生生活

### 学園祭
学園祭は「ソフィア祭」と称し（略称は「ソ祭」）、原則として毎年10月31日から11月3日まで開催される。「ミスソフィア・コンテスト」、「ミスターソフィア・コンテスト」などさまざまな企画が催されている。また、サークルや学科など有志たちはカレーライスやインド料理のナンなど軽食を作って販売したり、学外から著名人を招聘して講演会を開催したりしている。2020年度から、「ミス・ミスターソフィアコンテスト」を廃止し、ソフィア祭までの活動期間の中で自身の魅力と社会課題を発信するインフルエンサーとしての活躍を競う「ソフィアンズコンテスト」が実施される。

### 文化系活動
文化団体連合会、音楽協議会、演劇協議会、あるいは同好会愛好会連合の下で、多数のサークルが活動している。文化団体連合会には19団体があり、音楽協議会には音楽協議会本部の下、10団体、演劇協議会には演劇協議会本部の下に8団体ある。またそれらとは別に、未組織の活動団体も多くあり、カトリック系大学としての特色を活かした課外活動団体も存在する（カトリック学生の会（略称は「カト学」）、SAfro FAmily、上智聖歌隊、紀尾井総合研究会、アジアウイーク委員会など）。

### スポーツ
体育系の実績のある高校生に対して推薦入学など入学優遇を行う制度は存在しない。ただし、個人競技で優秀な成績を持つ学生が入学した際に大学を挙げてバックアップした前例はある。
カトリック系ミッションスクール間の連帯を強める目的として、上智大学・南山大学総合対抗運動競技大会（上南戦）が1960年以降毎年開催され、各体育会を中心に競技されており、1974年の第14回大会からは「大学行事に準ずる行事」と位置付けられている。
第61回・第62回上南戦は新型コロナウイルスの感染拡大防止のため中止となった。2022年の第63回大会は南山大学を主会場として3年ぶりに開催され、17-15で上智が勝利した。
また、2010年から韓国の西江大学校ともスポーツ・文化交流「SOFEX<上智大学・西江大学スポーツ・文化交流会 (Sogang-Sophia Festival of Exchange)>｣を行っている。
- 上智大学体育団体連合会（以下、体育会）には約40の運動部団体が加盟している。下記は常設委員会である。
  - 体育会組織
    - 常任委員会
    - 上南戦実行委員会
    - 体育祭実行委員会
    - マラソン大会実行委員会
- アメリカンフットボール部「Golden Eagles」は1969年創部し、現在関東学生リーグ2部Bリーグに所属している。通常は真田堀グラウンドで練習を行うが雨天の時は外部練習や迎賓館外周ランニングなどを行う。なお、アメフト部のみ応援を専属チアリーディングチーム「LOLLIPOPPERS（ロリポッパーズ）」が行っている。また「LOLLIPOPPERS（ロリポッパーズ）」は体育会所属団体ではない。チアリーディングチームの練習場所は校外施設。
- 応援団はリーダー部、吹奏楽部、チアリーディング部「EAGLES（イーグルス）」の3部で構成されている。応援団はアメフト部以外の応援を受け持っている。チアリーディング部の練習場所は地下柔道場および校外公共施設である。
- 空手道部は全日本硬式空手道連盟主催の硬式空手の大会において過去3名の優勝者を輩出。創部60周年を迎える。
- 硬式野球部は東都大学野球連盟に加盟している。現在は3部に所属。
- 準硬式野球部は東都大学準硬式野球連盟に加盟している。
- 女子野球部は関東大学女子軟式野球連盟に加盟している。春・秋リーグ、一部準優勝。通称MAMUES（マミューズ）。
- 硬式庭球部は関東学生テニス連盟に加盟している。現在は男子は4部、女子は5部に所属。創部70周年を迎える。
- サッカー部は2018年現在、東京都大学サッカー連盟リーグ1部に所属している。練習グラウンドは、真田堀グラウンド。
- ラグビー部は関東大学ラグビー対抗戦グループのBリーグに所属している。練習グラウンドは、真田堀グラウンド。
- 男子バスケットボール部は関東大学バスケットボール連盟の3部に所属している。

#### 真田堀グラウンド
硬式野球部、準硬式野球部、女子野球部、アメリカンフットボール部、グラウンドホッケー部、サッカー部、ラグビー部、ラクロス部、陸上部は四谷キャンパスに隣接する真田堀グラウンドを共有して使用している。しかし、このグランドは東京都の所有管理物件であり、休日は一般に開放され、上智大学の各部は優先して使うことが不可能である。

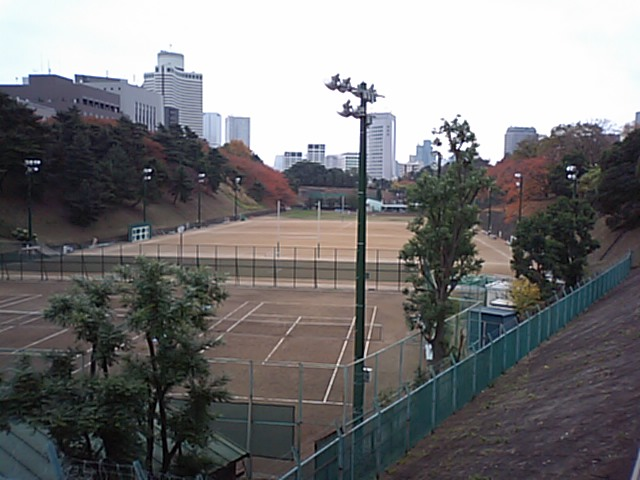
外濠跡地に作られた四谷キャンパスの真田堀グラウンド
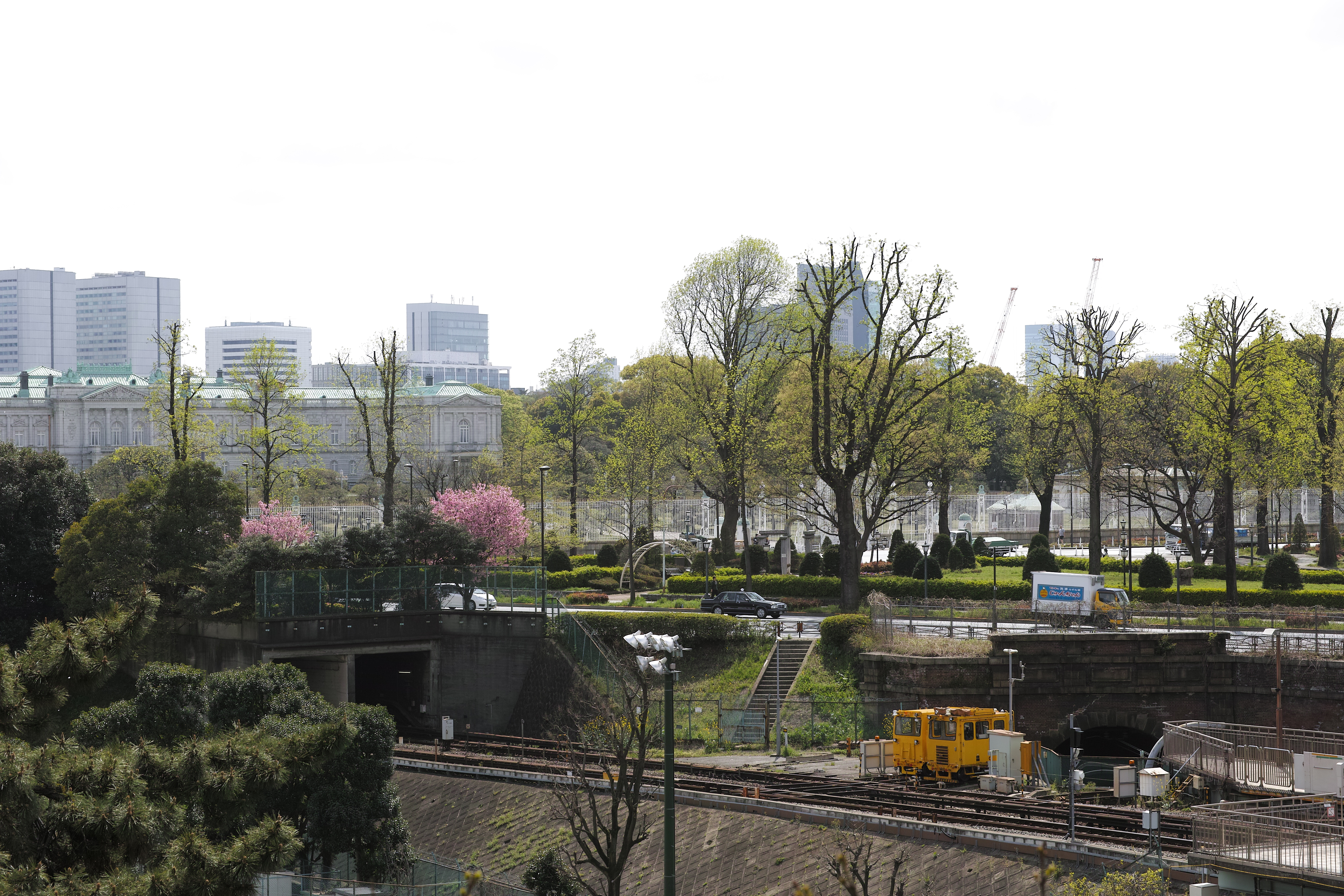
真田堀グラウンドの奥に見えるのは迎賓館赤坂離宮

## 大学関係者と組織

### 大学関係者組織

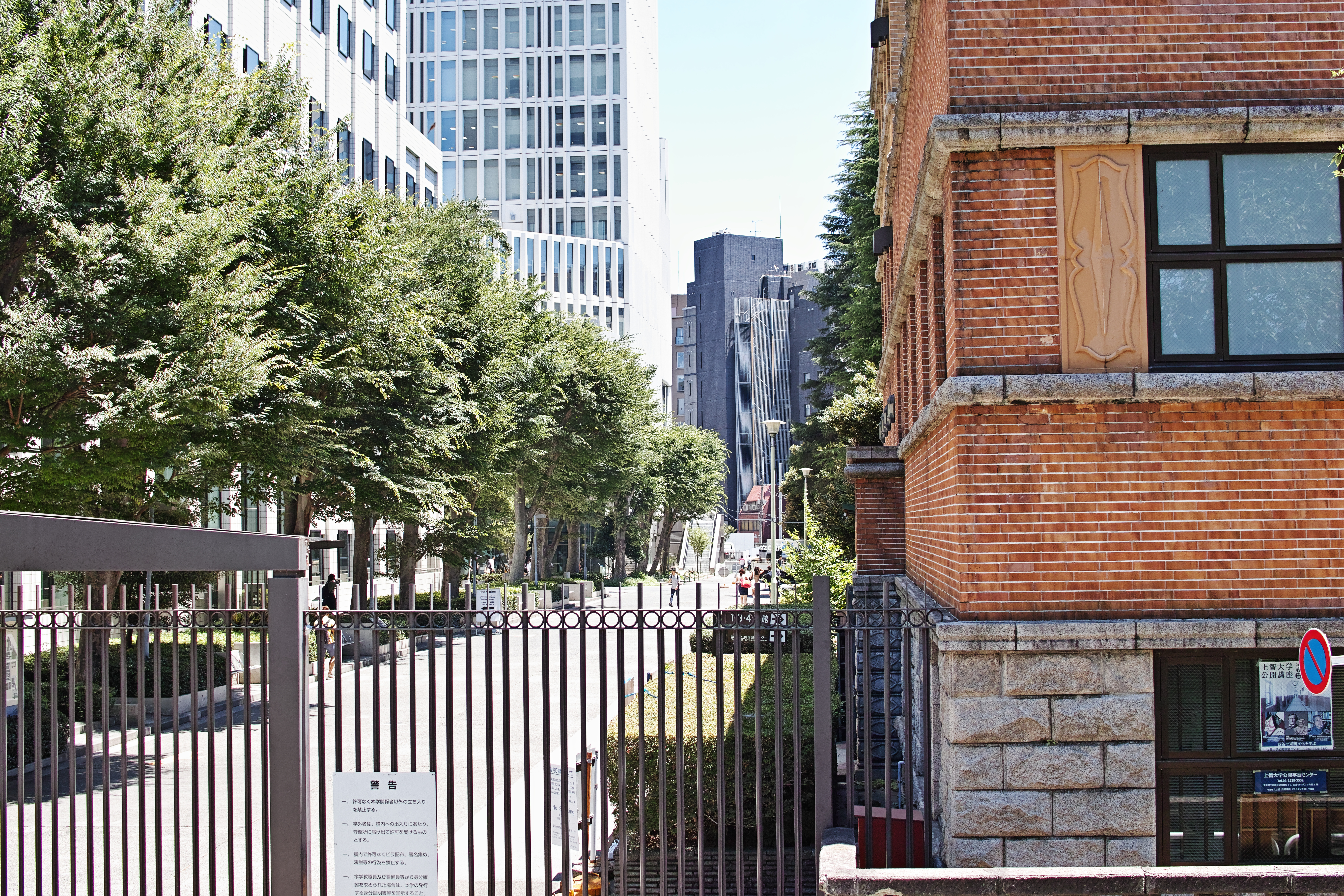
上智大学四谷キャンパス

- 上智大学の同窓会は「上智大学ソフィア会」と称する。通称は「ソフィア会」。「会員相互の親睦を深めること」及び「上智大学の使命達成と発展に貢献すること」を目的としている。地域、職域、学部別など、様々なソフィア会が存在する[76]。
- ソフィア会の歴代会長には、諸橋晋六（三菱商事元社長、1947年商卒）や上原治也（三菱東京フィナンシャル・グループ元会長、三菱UFJ信託銀行元社長、三菱信託銀行元社長、1969年経営卒）、鳥居正男（ベーリンガーインゲルハイム日本法人元社長、1975年院卒）などがいる。
  - 地域（国内）ソフィア会：札幌ソフィア会、新宿ソフィア会、関西ソフィア会、福岡ソフィア会など全国各地に81団体
  - 地域（海外）ソフィア会：ニューヨークソフィア会、フランスソフィア会、英国ソフィア会、上海ソフィア会など世界44か国65都市に組織
  - 各種ソフィア会：英語学科同窓会、ソフィア経済人倶楽部、マスコミソフィア会、体育会ラグビー部OB会など152団体
- 上智大学には、大学の卒業生（上智大学では、卒業生のことを「ソフィアン」と称する）と教職員が利用できる「ソフィアンズクラブ」が設置されている。現在は、ソフィアタワー（新6号館）6階にソフィア会事務局とともに設置されている。同クラブ内には、サロンや会議室、テラスなどが存在し、会員同士が親睦を深めている。
- 毎年5月の最終日曜日に、卒業生が四谷キャンパスに集い、母校との絆を深める「オールソフィアンの集い（ASF）」というイベントが開催されている。ソフィア会総会と親睦会の名称を1974年に「オールソフィアンの集い」に変更して開催したのが始まりである。金銀銅祝式典、著名な卒業生による講演会、各団体の会合などが行われる。卒業生、大学教職員、現役学生で運営を行っている。
- 上智大学には保護者組織があり「上智大学後援会」と称する。「大学の教育事業を支援し、併せて父母同士の親睦を図ること」を目的として、事業を行っている。
- 上智大学の卒業生の中で希望者を対象に「ソフィアンズ・カード」というクレジットカードが発行され、クレジットカード使用額のうち0.5パーセントは、自動的にソフィア会に寄付することにより、母校に貢献しうるようになっている。カードの種類としては、VISA、UC、JCB、DC、三井住友などが存在する。
- 上智大学は卒業生や離職した教職員を対象として、卒業や離職後もキリスト教ヒューマニズム精神を忘れず、かつ恩師や学友との対人関係を維持するために生涯メールアドレスを発行している。

## 施設

### キャンパス

#### 四谷キャンパス

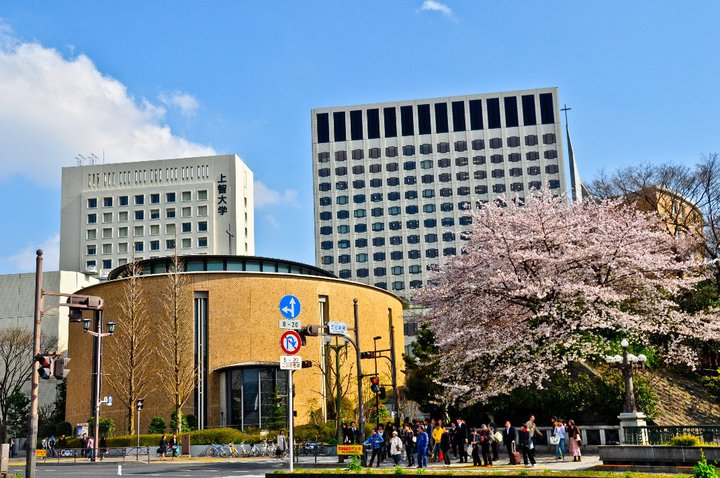
四谷キャンパス

- 使用学部：神学部、文学部、総合人間科学部、法学部、経済学部、外国語学部、国際教養学部、総合グローバル学部、理工学部
- 使用研究科：神学研究科、文学研究科、実践宗教学研究科、総合人間科学研究科、法学研究科、経済学研究科、外国語学研究科、グローバル・スタディーズ研究科、理工学研究科
- 住所：東京都千代田区紀尾井町7-1
- 敷地面積：46,918.14 m2
- 最寄駅：四ツ谷駅、麹町駅
  -  中央線（快速）
  -  中央・総武線（各駅停車）
  -  丸ノ内線
  -  南北線
  -  有楽町線

大学の周囲には、赤坂の迎賓館赤坂離宮や、桜並木で有名な真田濠、ホテルニューオータニ における日本庭園がある。赤坂見附、永田町へは徒歩約10分である。山手線内の同一キャンパスに全学部全学科が集まる、都下でも数少ない大学でもある。2022年まで同一法人が設置する上智社会福祉専門学校も敷地内に存在していた。
四ツ谷駅から代々木、銀座、青山、新宿、渋谷、原宿などに鉄道の所要時間で10分以内に移動することができる。麹町駅からは池袋駅も鉄道所要時間で15分以内である。なお「四谷」とは新宿区の地名であるが、同学の四谷キャンパスの住所は千代田区の紀尾井町である。
- 上智大学1号館（1932年竣工、スイス人建築家マックス・ヒンデルによる設計、東京都選定歴史的建造物）1号館内部1号館

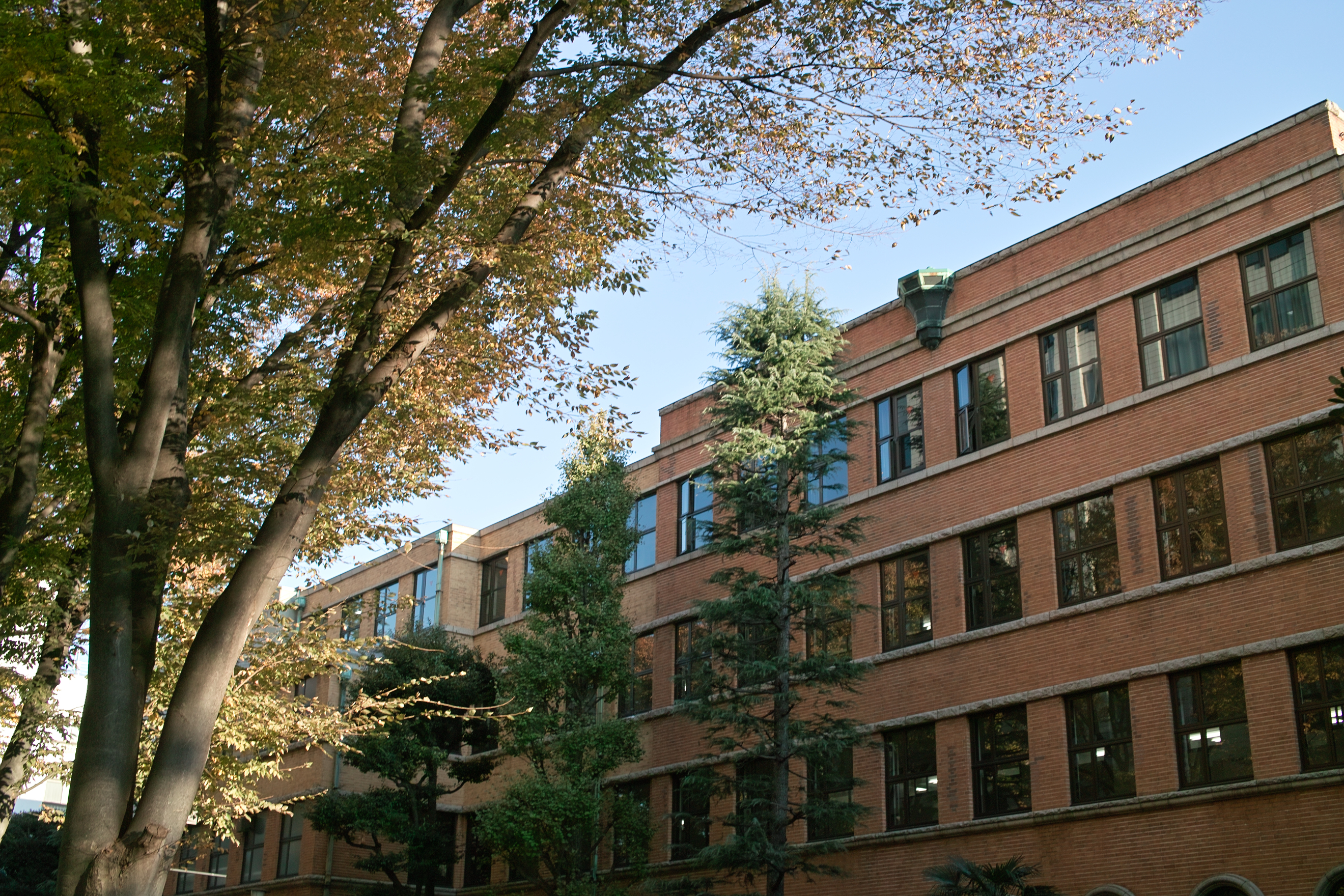
上智大学1号館（1932年竣工、スイス人建築家マックス・ヒンデルによる設計、東京都選定歴史的建造物）

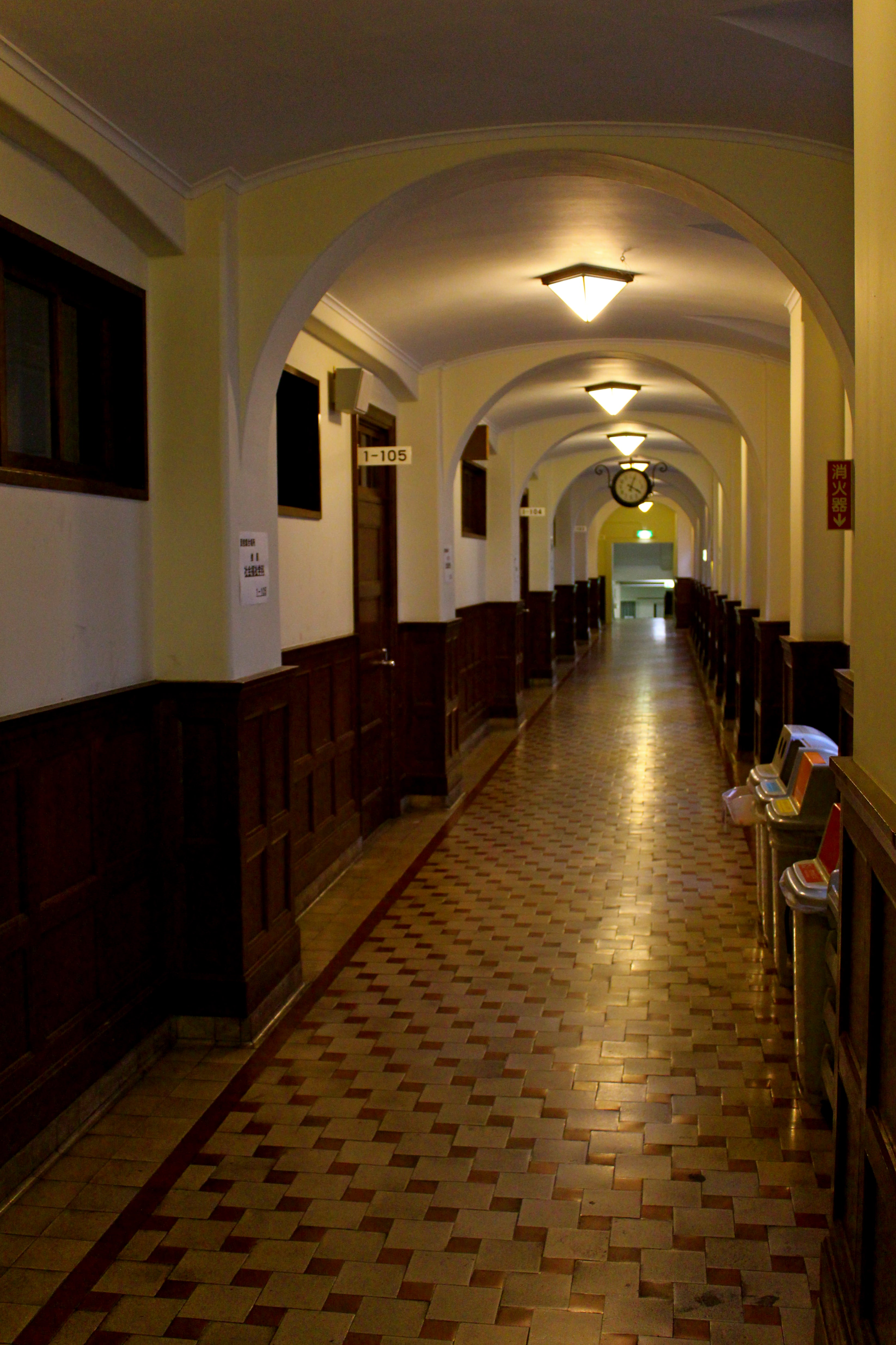
1号館内部

  - 1932年（昭和7年）竣工。スイス人の建築家マックス・ヒンデルが設計。チェコ人の建築家ヤン・レッツェルが設計した旧1号館が1923年の関東大震災で崩壊し、その代わりの建物としてブルーノ・ビッテル神父がドイツ、フランス、アメリカなど世界中から募金を募り建てた。今日は教室が主な用途だが、過去には講堂があり演劇や演奏会などに使われ、図書室もあった。東京大空襲を逃れた上智大学で最も古い校舎であり、千代田区景観まちづくり重要物件に指定されている。外観はドイツ風のレンガ造りに見えるものの、実際には鉄筋コンクリート5階建てである[77]。2024年6月14日付で、東京都選定歴史的建造物に選定された。東京都選定歴史的建造物は、歴史的な価値を有する建造物のうち、景観上重要なものとして、東京都景観条例に基づき、東京都知事が選定したものである[78]。

- 6号館6号館

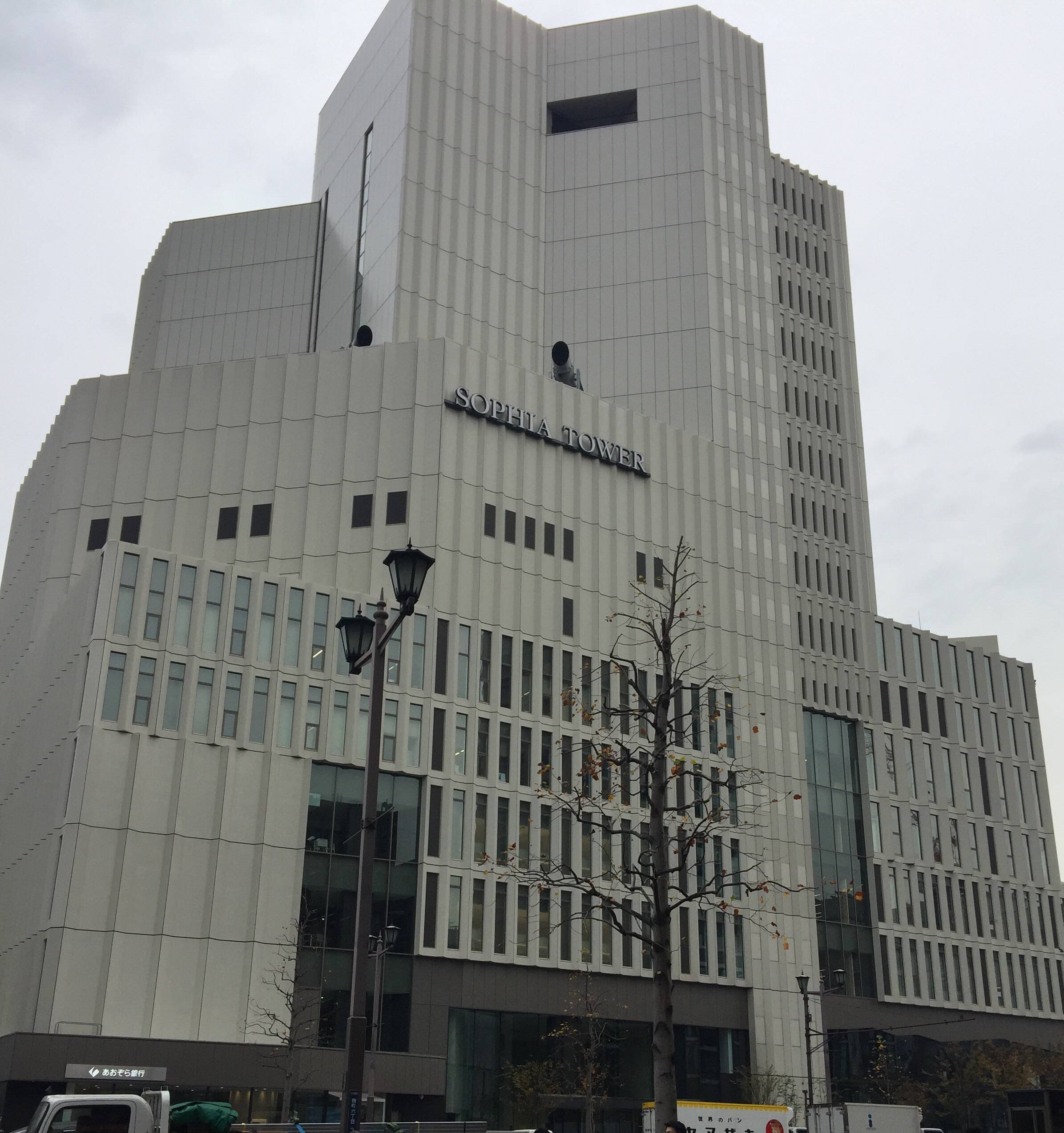
6号館

  - 2017年（平成29年）竣工。愛称は「ソフィアタワー」。地上17階、地下1階建ての建築物であり、あおぞら銀行本店が1階店舗部分および7階から16階に入居する。国内の大学施設に銀行が入居するのは初。Sカフェというプロント系列のショップがある。1階には上智学院の歴史を展示するブースがある。

- クルトゥルハイム聖堂（明治期の建築物、ドイツ語でクルトゥルは「文化」、ハイムは「館」を意味する）クルトゥルハイム聖堂

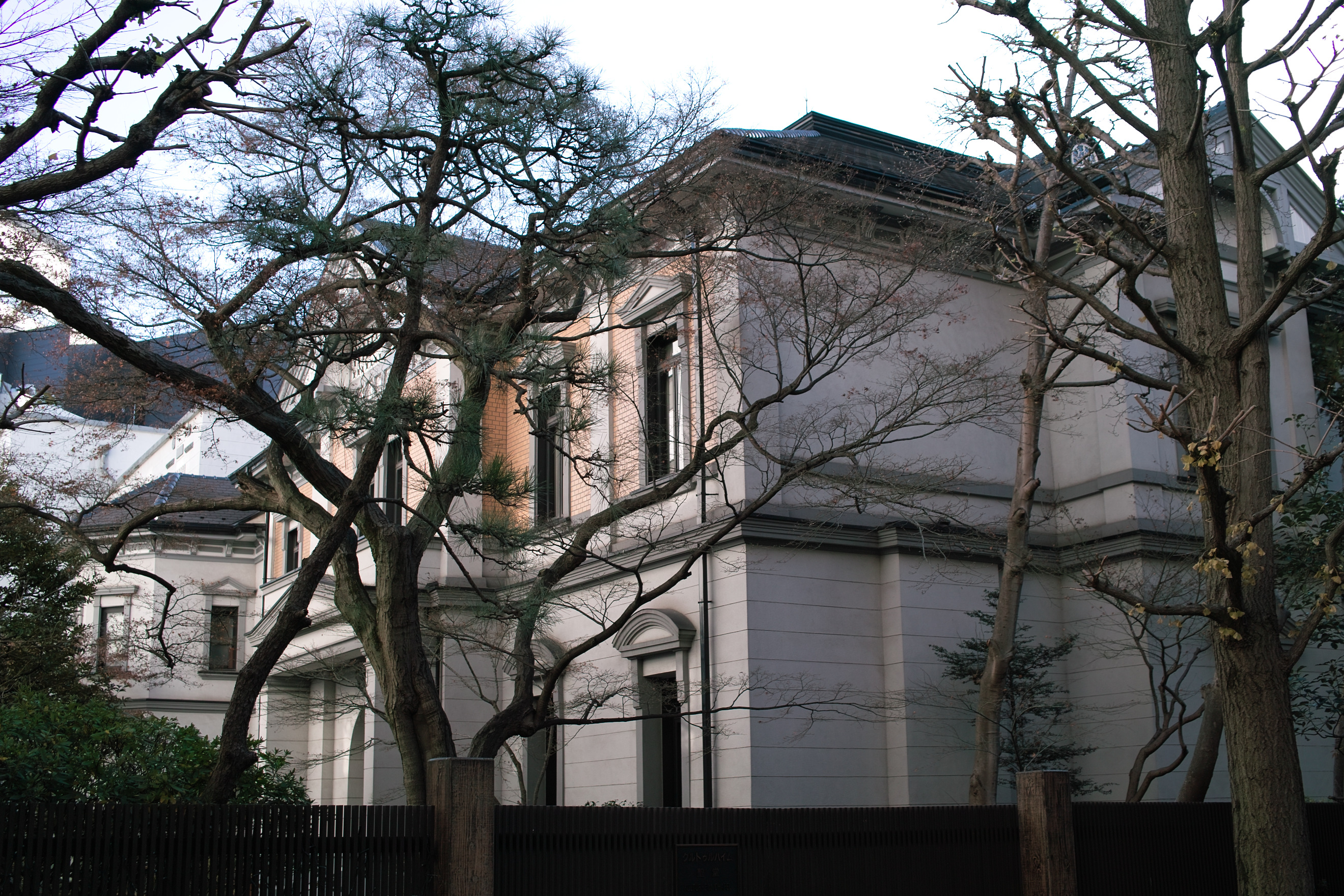
クルトゥルハイム聖堂（明治期の建築物、ドイツ語でクルトゥルは「文化」、ハイムは「館」を意味する）

  - 竣工は明治時代。1912年に高島鞆之助子爵より購入した、上智大学内で最も古い建築物である。上智会館の取り壊しに伴い、学内においては唯一の聖堂となった。クルトゥルハイムの意味はドイツ語で「文化の館」を意味している。本学卒業生に限り、この聖堂において結婚式を挙式することが可能である。また、元在学生である遠藤周作の小説『深い河』および『女の一生』の舞台となったことでも知られている。また、カトリックの未信者は、上智に隣接している聖イグナチオ教会だけではなく、学内のクルトゥルハイムにおいて神父による洗礼を受けることが可能である。当大学OGの安藤優子が最初の結婚の際に挙式した[注釈 52]。
- 2号館が新たに建設されるまでは、上智の四谷キャンパスにおいては2号館は欠番であり続けその理由は不明である。なお、新2号館が建設されるまで、その敷地は上智学院所有の駐車場であった。また、2号館が建設される以前は、7号館が四谷キャンパスにおいて最も高い建物であった。

- 中央図書館入口中央図書館

中央図書館入口

- 10号館の講堂は、上智で一番収容人数が多い講堂であるため、学外からの著名人を招聘した講演会などは、原則として10号館講堂において実施される。2017年度以降は6号館の101講堂においても実施される。
- 四谷キャンパスは、2000年10月から一部の指定箇所を除いて構内の禁煙化が実施され、構内に設置されていた煙草の自動販売機と廊下の至る所に設置されていた灰皿は全て撤去された。2016年現在では四谷校舎では11号館の1階にガラス張りの喫煙所が設置され、7号館付近にも喫煙所が設置されている。なお、クルトゥル・ハイムや聖イグナチオ教会においても灰皿が設置されている。
- 四谷キャンパスには地下に水泳用の温水プールが設置されている。
- イエズス会士の上智大学の教員らの宿舎であるSJハウスは、クルトゥルハイム聖堂に隣接して設置されている。
- 聖イグナチオ教会は四谷キャンパス北西側に隣接しており、「入学記念ミサ」や「卒業記念ミサ」など上智大学の学生たちを対象としたミサを捧げている。教会それ自体は上智学院に所属しておらず、上智学院の一部門ではない。
- 上智大学においては学内に生協はないため、学内の書店として2015年までは2号館の地下1階に丸善が入店していたが、2015年に紀伊國屋書店に変更されクレジットカードによる決済も可能になった。
- 上智大学の四谷校舎においてはセブンイレブンやサブウェイなどが学内に出店している。通称9カフェなど、学内に食堂が点在しているが基本的にどの食堂も収容人数が少なく昼時には満員である。ピザや丼ものなどのキッチンカーも外に展開されるが、椅子が少ないため学生は昼食を摂るのに苦労する。
- 上智大学の四谷校舎の清涼飲料水の自動販売機において、上智の鷲のマークや建学の理念であるMen and Women for Others, with Othersという英文が描かれた上智専用のミネラルウォーターが販売されている。

#### 目白聖母キャンパス
- 使用学部：総合人間科学部（看護学科2年次以降）
- 使用研究科：総合人間科学研究科（看護学専攻）
- 使用附属施設：
- 最寄駅：下落合駅、椎名町駅、目白駅

2011年3月までは聖母大学及び聖母看護学校の校舎であり、2011年4月からは上智大学の総合人間科学部看護学科と聖母大学が共通して使用していた。2016年で両校とも閉校・廃止されたため、現在は総合人間科学部看護学科と助産学専攻科の講義・演習で使用している。
1号館（2012年竣工）と2号館からなる。実習室が4部屋あり、シミュレーター等の備品も設置されている。

#### 石神井キャンパス
- 使用学部：特定使用学部なし
- 使用研究科：神学研究科（一部の科目のみ開講、多くの授業は四谷で実施されている）
- 最寄駅：武蔵関駅、上石神井駅

#### 秦野キャンパス
- 使用学部：特定使用学部なし
- 使用研究科：特定使用研究科なし
- 使用附属施設：上智大学グラウンド
- 交通アクセス：秦野駅から神奈中バス利用

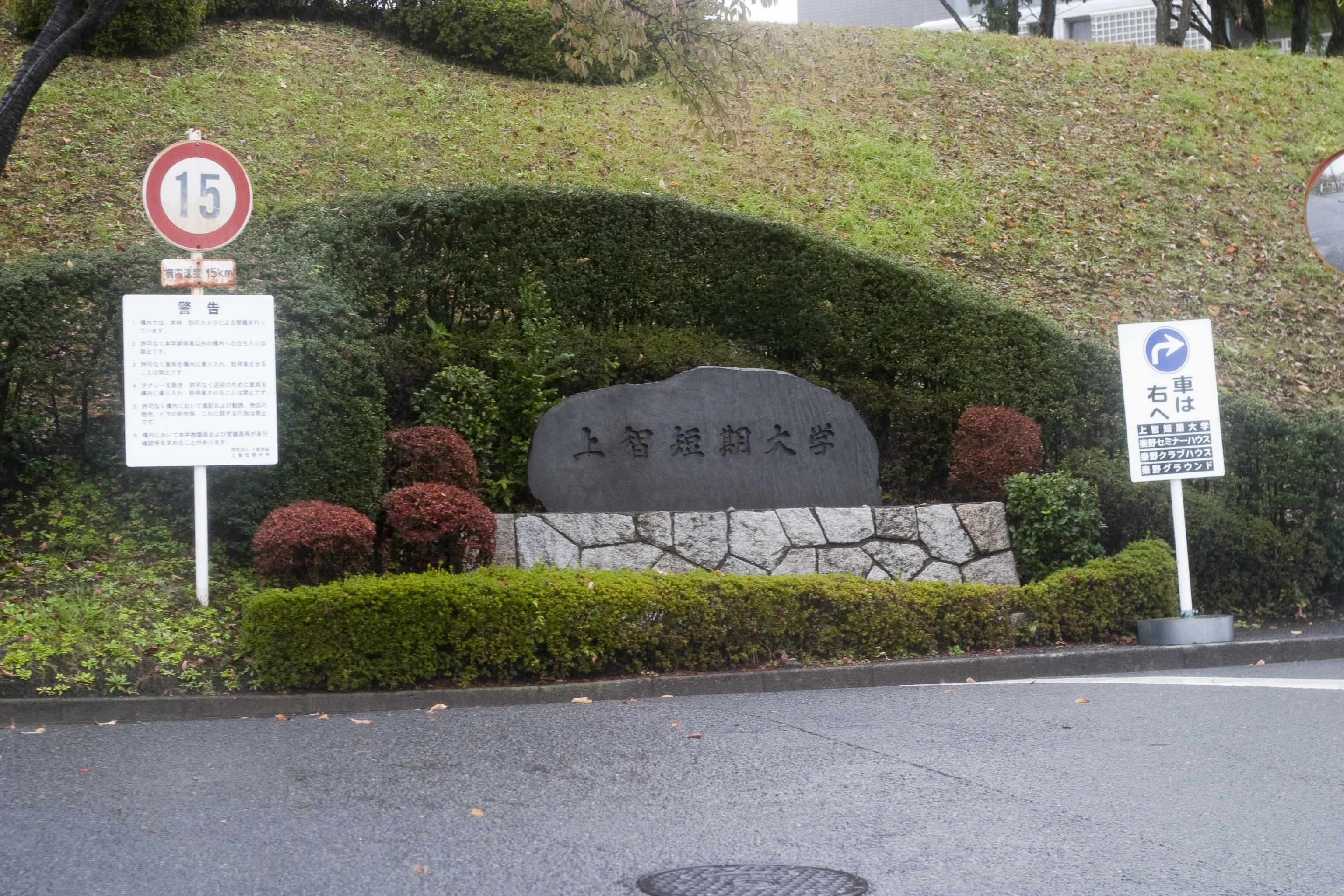

このキャンパスにはグランドが存在しているが、大学のキャンパスとして扱われている。法人ではこのグランドと上智大学短期大学部のキャンパスをまとめて秦野キャンパスと呼称して、上智大学短期大学部の秦野キャンパスと一体で運用されているが、教育施設としては上智大学のグランドと上智大学短期大学部のキャンパスは別である。
なお、上智大学の新入生を対象に、毎年入学直後に「オリエンテーション・キャンプ」（略称は「オリキャン」）と称して、四谷から秦野キャンパスまで1泊2日のバス旅行が実施されている。

#### 大阪サテライトキャンパス
- 使用学部：特定使用学部なし
- 使用研究科：特定使用研究科なし
- 最寄駅：中津駅、大阪梅田駅

2011年4月に、カトリック大阪梅田教会（サクラファミリア）の2階に開設された。同学のスタッフが常駐し、関西地区における情報発信の拠点として、受験生・在学生・父母・卒業生ならびに地域の人々との「知的出会いの場」として、様々なサービスを提供している。大学案内等のパンフレットや過去問題の閲覧・コピーの提供、また受験生向けの進学説明会や公開講座、講演会等が実施されている。

#### 旧市谷キャンパス

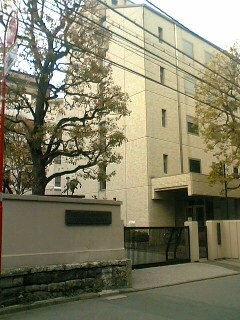
旧市谷キャンパス

東京都千代田区四番町に存在していたが、2019年をもって廃止された（敷地・建物は売却）。当初、同地は東京カトリック神学院哲学部が使用していたが、同校が東京都練馬区へ移転したことに伴い、1974年9月から市谷キャンパスとなり、国際部などが使用した。

### 学生食堂
学内には、学生食堂やラウンジなどの食事施設が6か所ある。
- 2号館5階 学生食堂
  - 約600席。6階には屋上テラス席も併設されている。
- 2号館5階ラウンジ サブウェイ上智大学店
  - 約170席。
- 6号館1階 S-Cafe（プロントサービス）
- 9号館地下1階 アクティブ・コモンズ、9Cafe（プロントサービス）
  - 462席。グループ学習も可能。
- 11号館ラウンジ LEOC Sophia Garden
  - 約500席。売店が併設されている。
- ホフマン・ホール4階 東京ハラルデリ＆カフェ
  - 宗教法人日本イスラーム文化センターの「ハラル認証」を取得したハラルフード店。ムスリムの学生や教職員向けであるが、非ムスリムの学生や教職員も利用できる。

## 対外関係

### 他大学との協定
- 日本カトリック学校連合会 日本カトリック大学連盟 加盟
  - 藤女子大学（単位互換協定、学生交流協定）
  - 天使大学（単位互換協定）
  - 仙台白百合女子大学
  - 聖心女子大学
  - 清泉女子大学
  - 白百合女子大学
  - 東京純心大学（学生交流協定締結（単位互換型））
  - 清泉女学院大学（学生交流協定締結（国内留学型））
  - 南山大学
  - 京都ノートルダム女子大学
  - 神戸海星女子学院大学
  - ノートルダム清心女子大学
  - エリザベト音楽大学（学生交流協定）
  - 聖カタリナ大学
  - 聖マリア学院大学
  - 長崎純心大学（学生交流協定）
  - 鹿児島純心女子大学
- Association of Southeast and East Asian Catholic Colleges and Universities (ASEACCU) 加盟
- 関西学院大学との連携および協力に関する包括協定
- グローバル5大学連携協定（他は国際教養大学、国際基督教大学、立命館アジア太平洋大学、早稲田大学）連携協定
- 国際基督教大学との連携および協力に関する包括協定
- 聖マリアンナ医科大学での看護実習（上智大学総合人間科学部看護学科・聖マリアンナ医科大学病院）
- 東京音楽大学との学生交流協定（単位互換型）
- 東京慈恵会医科大学との図書館相互利用（上智大学中央図書館と慈恵医大学術情報センター）
- カトリック大学キリスト教文化研究所協議会 加盟
- 上智大学の教職員ならびに学生は、事前に紹介状などを交付されなくても、上記に記載された日本カトリック学校連合会や日本カトリック大学連盟に加盟している大学に附属している図書館に赴き、書籍の閲覧ならびに複写などを自由に行うことが可能である。

## 系属校
- 上智大学はイエズス会における高等教育機関として設立された経緯から、自らの附属教育機関（高等学校・中学校・小学校）を設置していない。
- ただし、2016年4月にイエズス会を経営母体とする学校法人上智学院、栄光学園、六甲学院、広島学院、泰星学園の5つの学校法人が合併し、学校法人上智学院の系属校として以下の教育機関が置かれている[79]。いずれの系属校も附属校とはしていない[80]。

### 中学校・高等学校
- 栄光学園中学校・高等学校（神奈川県・男子中高一貫校）
- 上智福岡中学校・高等学校（福岡県・男女共学中高一貫校）
- 広島学院中学校・高等学校（広島県・男子中高一貫校）
- 六甲学院中学校・高等学校（兵庫県・男子中高一貫校）

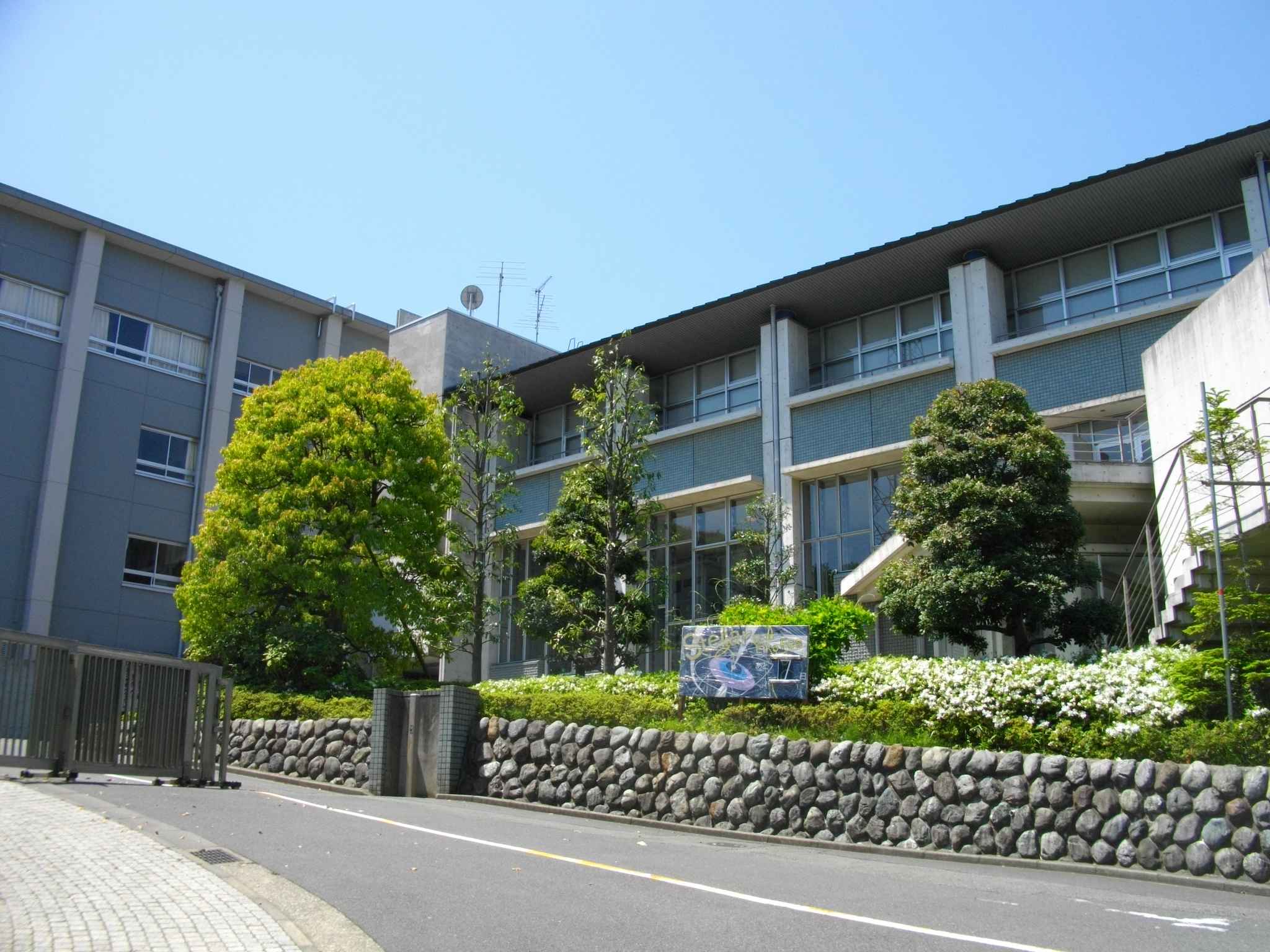
栄光学園中学校・高等学校
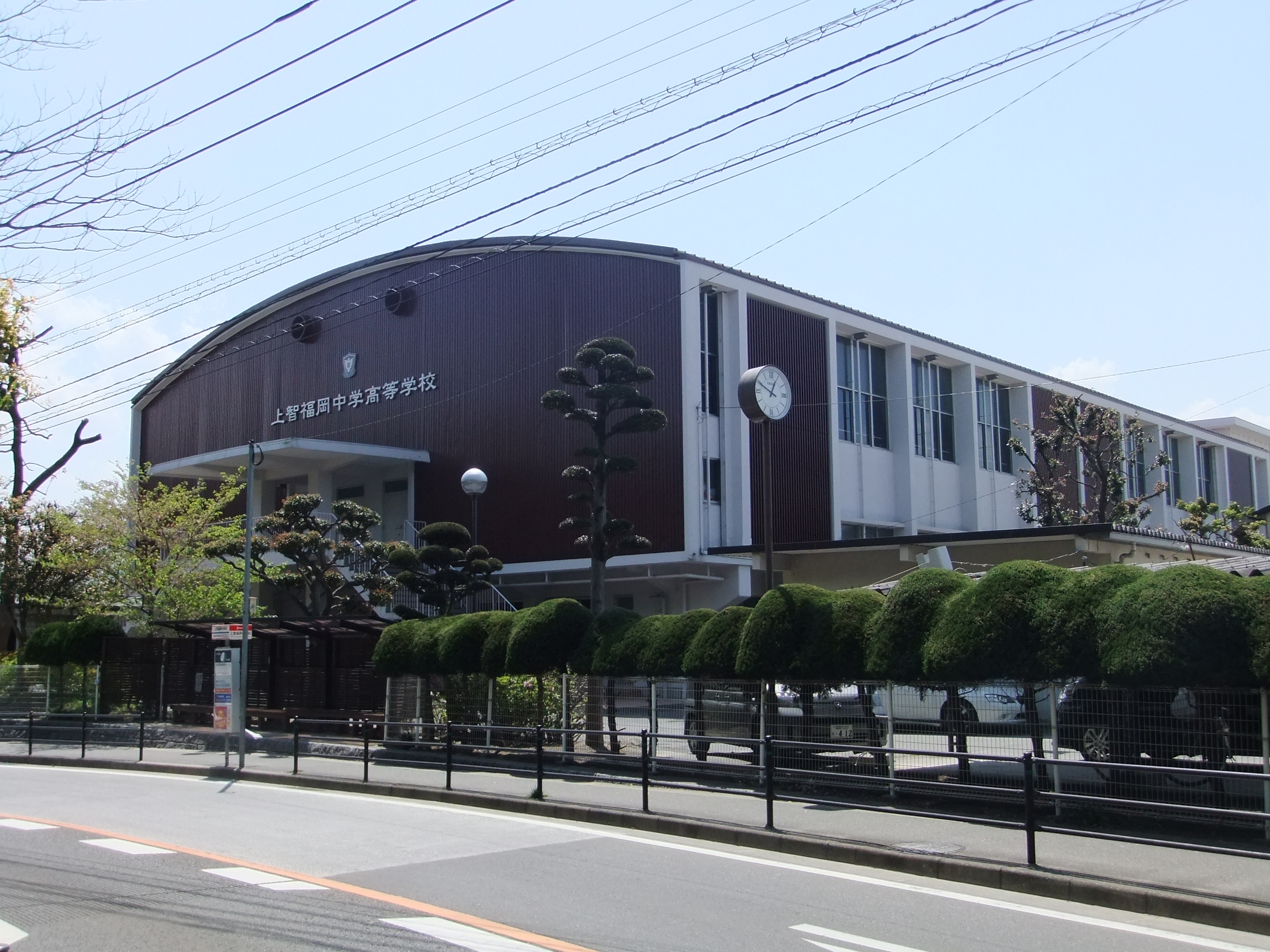
上智福岡中学校・高等学校
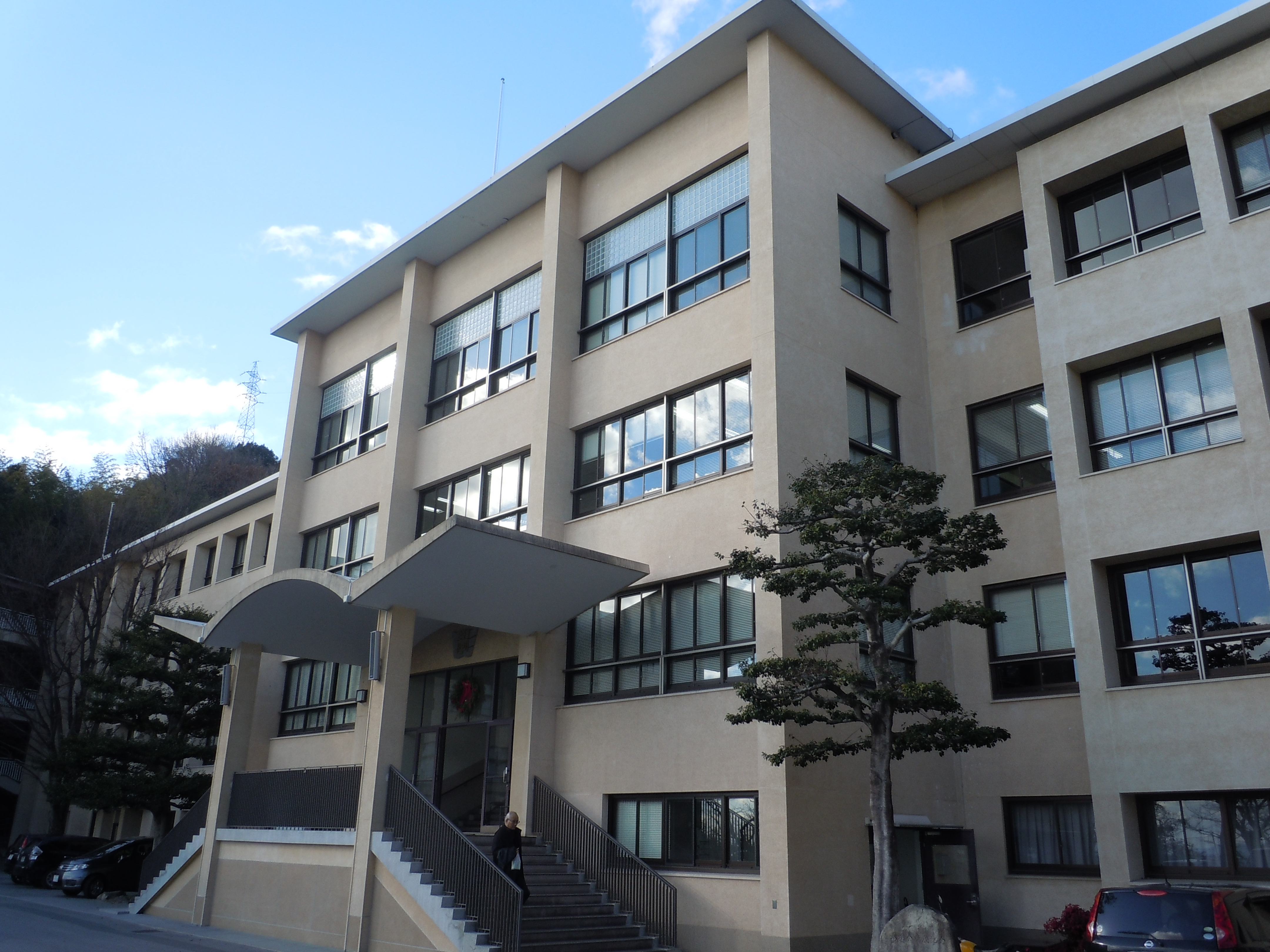
広島学院中学校・高等学校
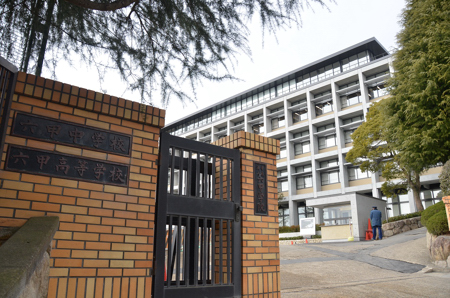
六甲学院中学校・高等学校

### 短期大学・専門学校
- 上智大学短期大学部
- 上智社会福祉専門学校 - 2022年3月、閉校[81]

### 系列校
- イエズス会系系列校
  - エリザベト音楽大学
  - 世界各地のイエズス会系大学（28か国、114校）

### 大学発ベンチャー企業・産学連携
- ソフィアメディカルインフォ（上智大学発ベンチャー企業の第1号） [82]

## 不祥事

### 労働問題
- 非常勤講師の賃金不払いについて、学校法人上智学院は、労働基準監督署から2022年2月16日付で是正勧告を受けた[83]。